# Musée de l'Ouganda
Le Musée de l'Ouganda est situé à Kampala, en Ouganda. Il présente des collections ethnologiques, d'histoire naturelle et de vie traditionnelle du patrimoine culturel ougandais. Il est fondé en 1908, après que le gouverneur George Wilson a demandé que « tous les articles d'intérêt » sur l'Ouganda soient achetés,. Parmi les collections du musée ougandais figurent des instruments de musique, du matériel de chasse, des armes, de l'archéologie et de l'entomologie,.

## Histoire
Le musée de l'Ouganda est le plus ancien musée d'Afrique de l'Est[réf. nécessaire] ; il est officiellement créé par le gouvernement britannique de protectorat en 1908 avec une collection ethnographique. Son histoire remonte à 1902, lorsque le sous-gouverneur George Wilson appelle à la collecte d'objets d'intérêt dans tout le pays pour créer un musée. Le musée commence dans un petit temple sikh à Fort Lugard sur la vieille colline de Kampala. Entre les années 1920 et 1940, des enquêtes et des fouilles archéologiques et paléontologiques sont menées par Church Hill, EJ Wayland, Bishop J. Wilson, PL Shinnie, E. Lanning et plusieurs autres, qui collectent un nombre important d'artefacts pour dynamiser le musée. Le musée de Fort Lugard, devenu trop petit pour contenir les spécimens, est transféré à la Margret Trowel School of Fine Art de l'Université Makerere en 1941. Plus tard, des fonds sont collectés pour une résidence permanente et le musée est déplacé à son emplacement actuel sur Kitante Hill en 1954. En 2008, le musée fete ses 100 ans.

## Galeries
Le musée possède plusieurs galeries : ethnographie, histoire naturelle, musique traditionnelle, science et industrie et histoire ancienne.

### Galerie d'ethnographie
La section d'ethnographie détient plus de 100 000 objets historiques et culturels. Une porte en roseau traditionnelle mène à des expositions sur la santé, les systèmes de connaissances, les objets de guerre, l'habillement traditionnel et d'autres pratiques cérémonielles de l'Ouganda.
La galerie d'ethnographie, anciennement « Tribal Hall », est organisée autour d'une série de vitrines en bois, chacune contenant des objets issus des cultures traditionnelles du peuple ougandais.

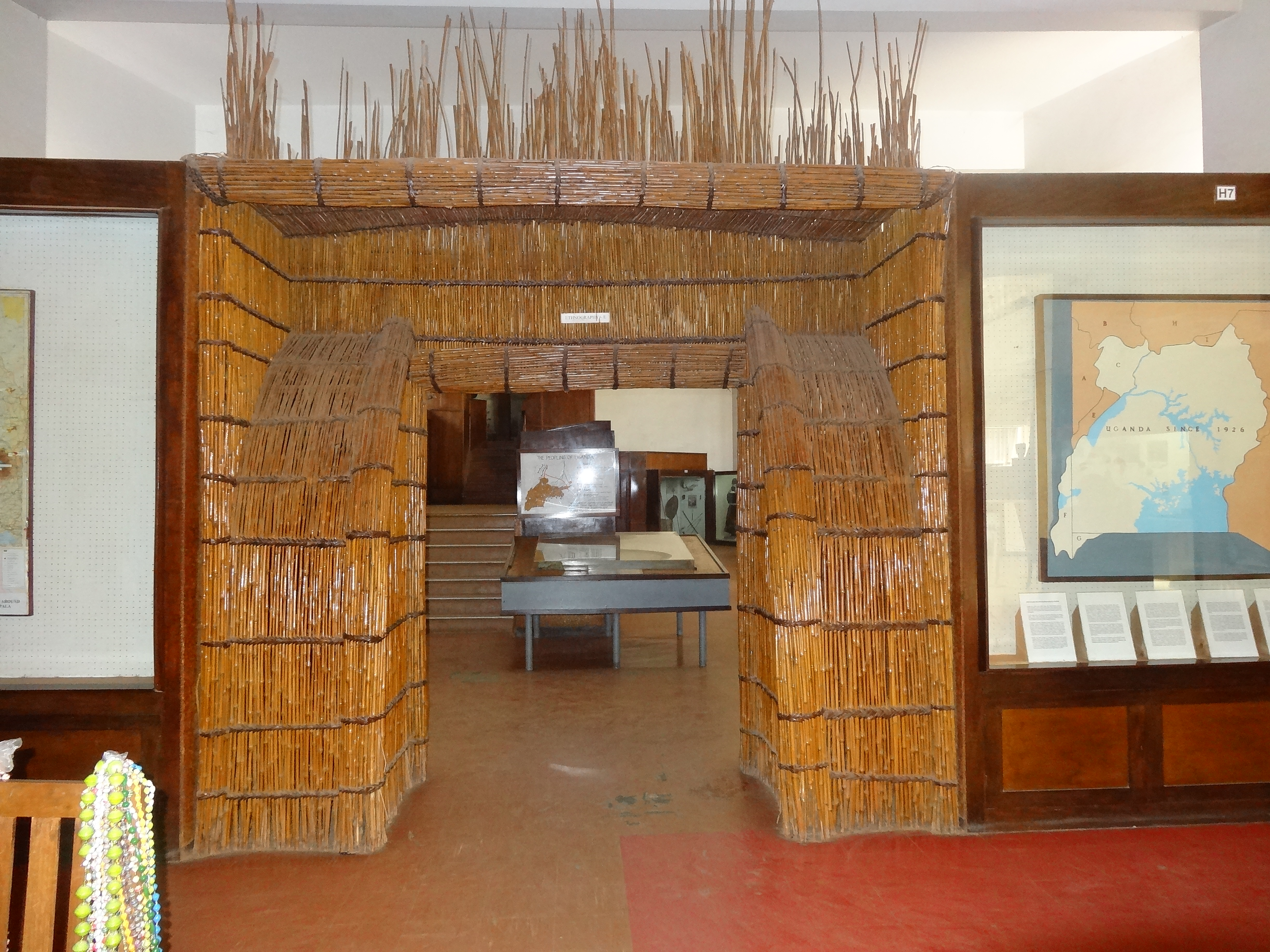
Porte traditionnelle en roseau conduisant à la galerie ethnographique
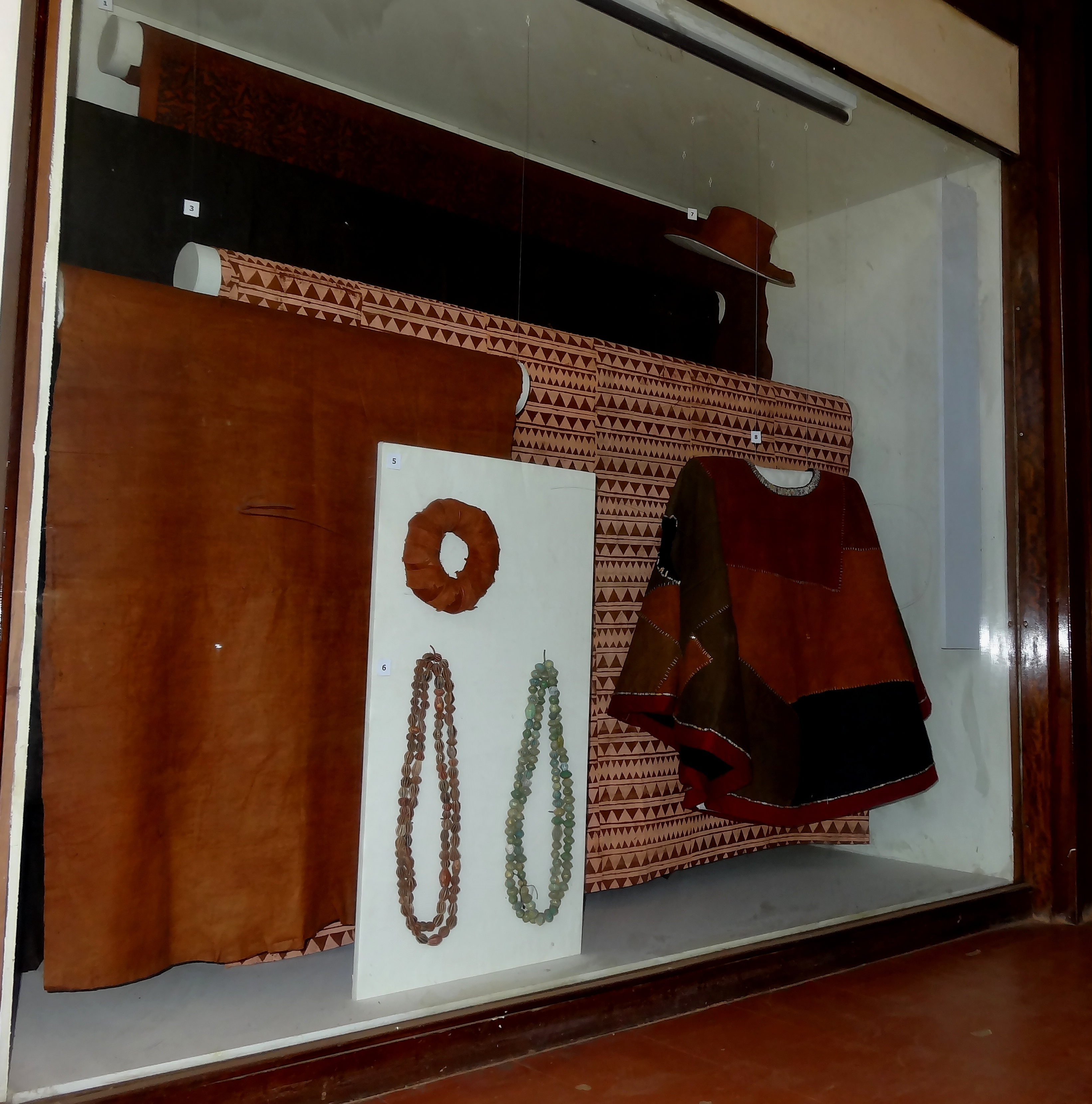
Vitrine présentant du tissu d’écorce
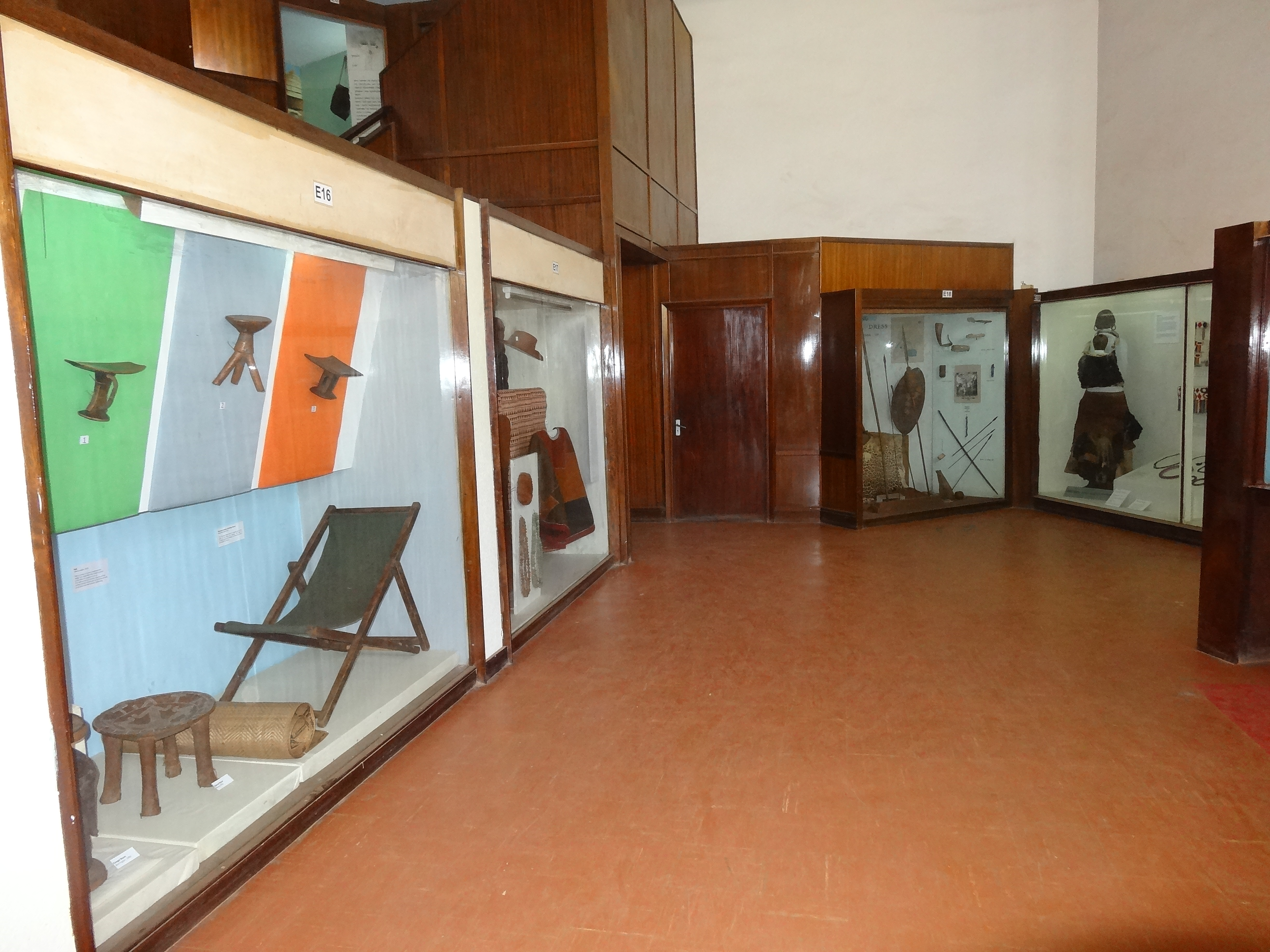
Tabourets traditionnels en bois issus de différentes régions de l'Ouganda
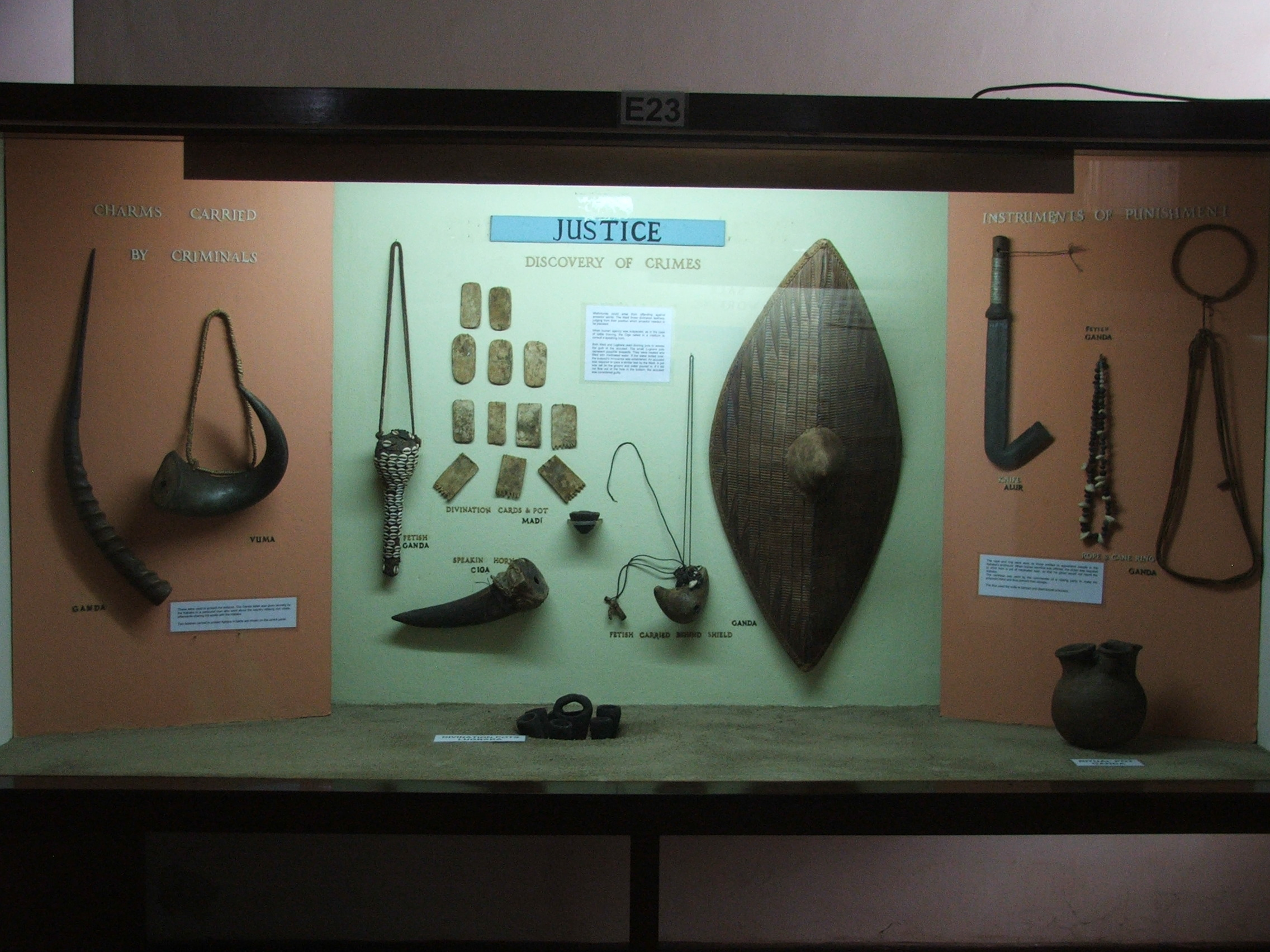
Vitrine de la justice traditionnelle
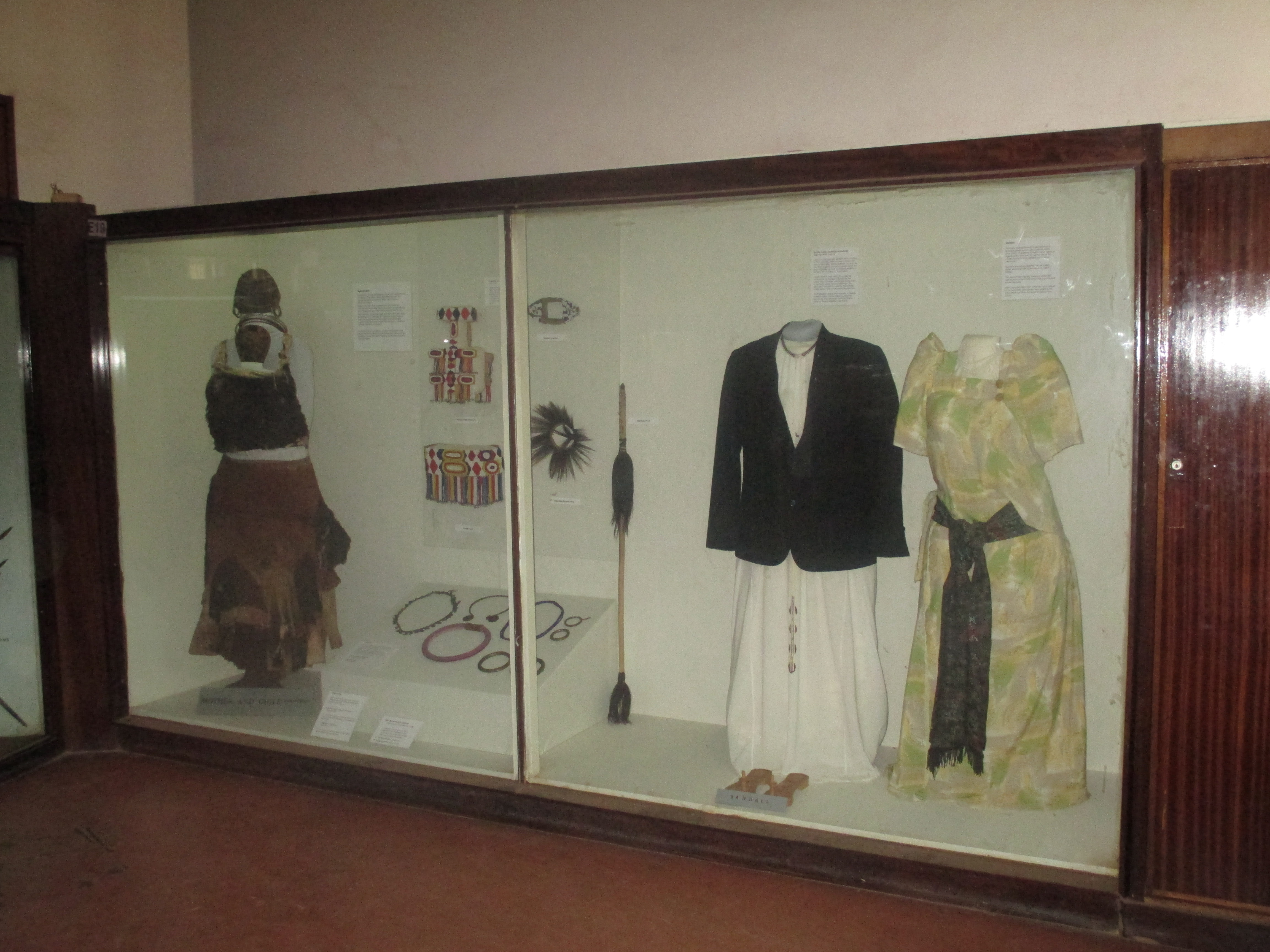
Les vêtements traditionnels des Gomesi et des Kanzu

### Galerie musique traditionnelle
La galerie de musique présente une collection complète d'instruments de musique d'Afrique de l'Est, issue de la collection créée à l'origine par le Dr Klaus Wachsmann en 1948. Les instruments sont classés selon les grands groupes d'instruments de musique : batterie, percussions, instruments à vent et à cordes.

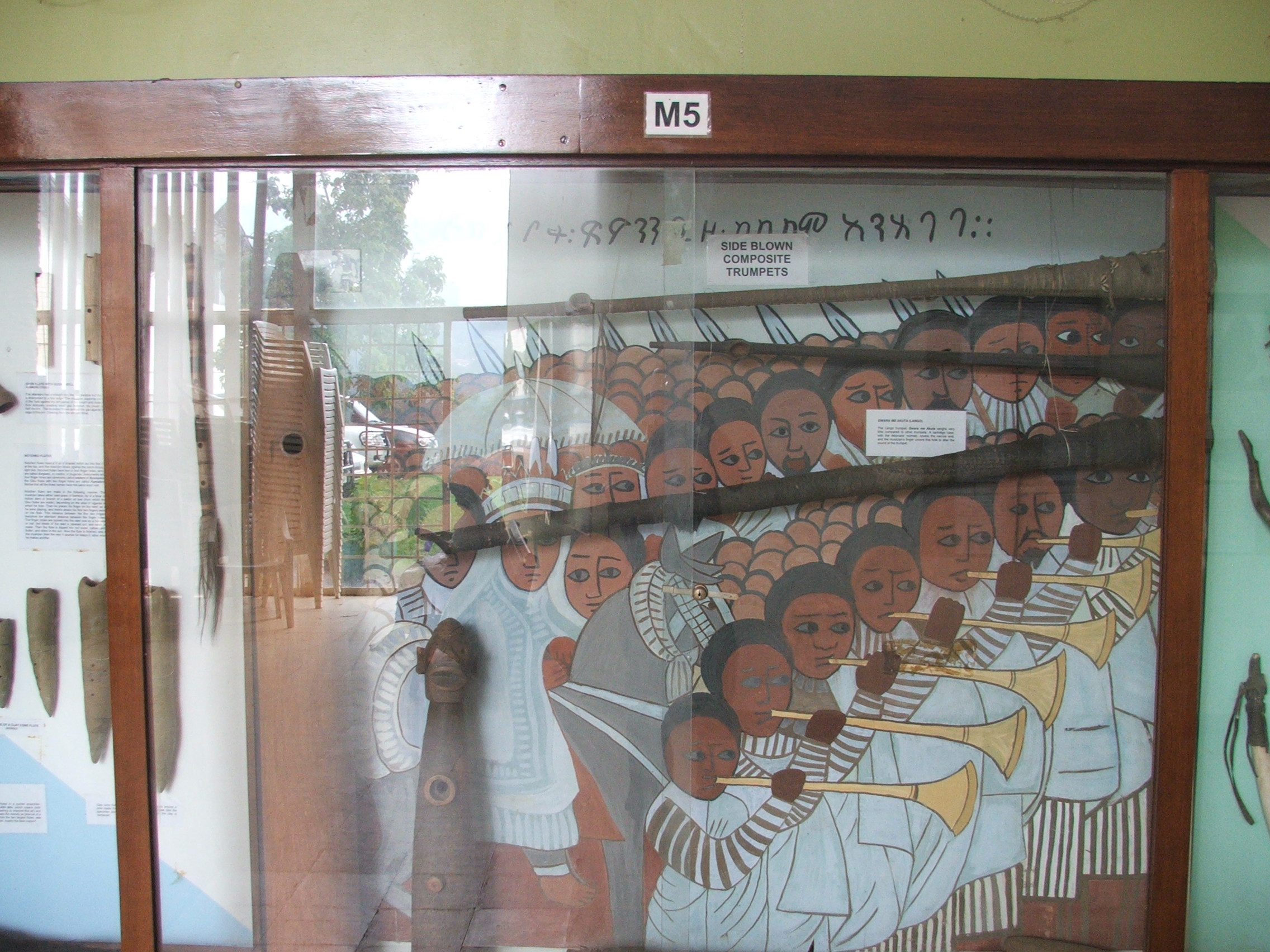
Instruments à vent
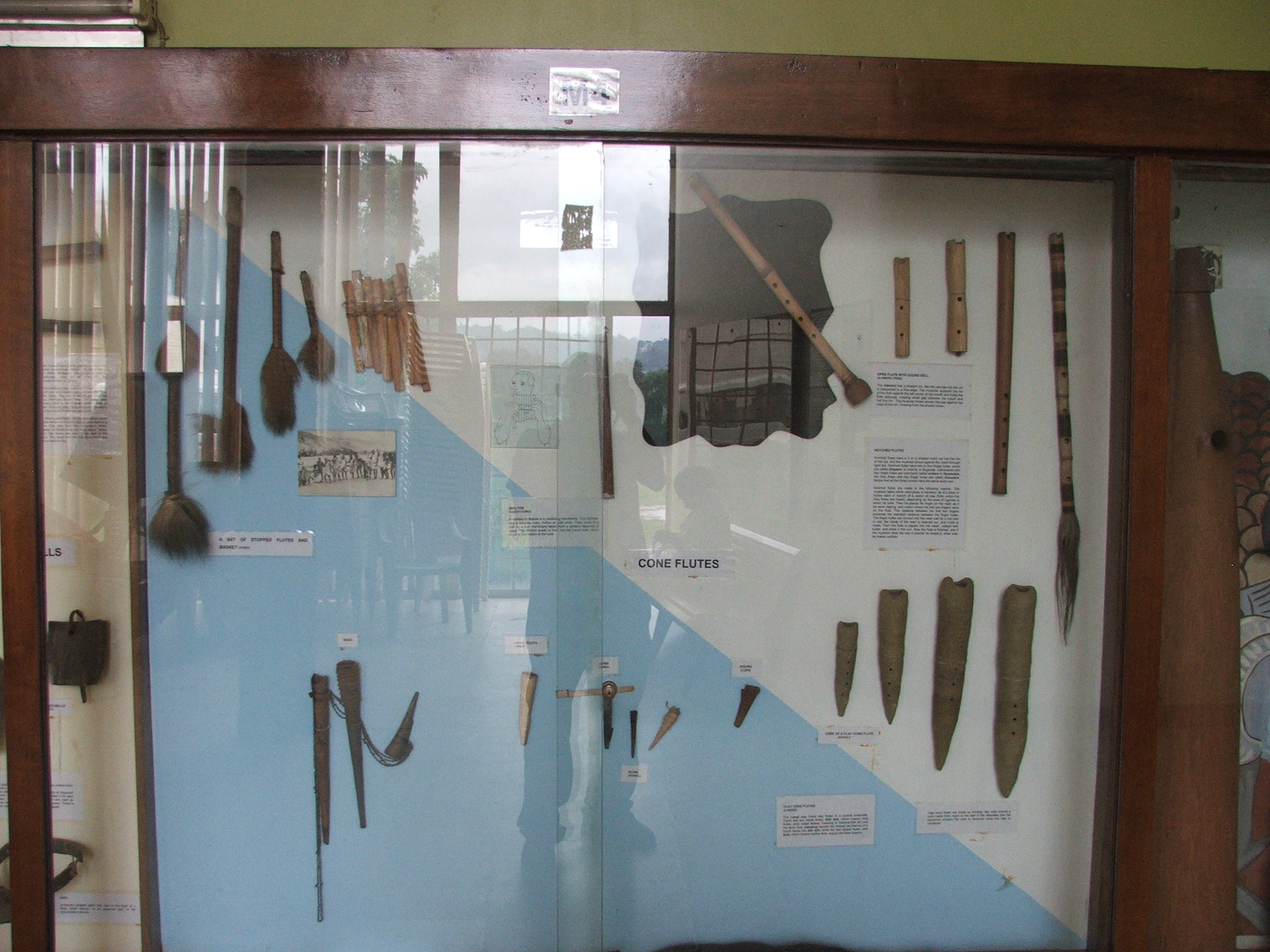
Instruments à vent
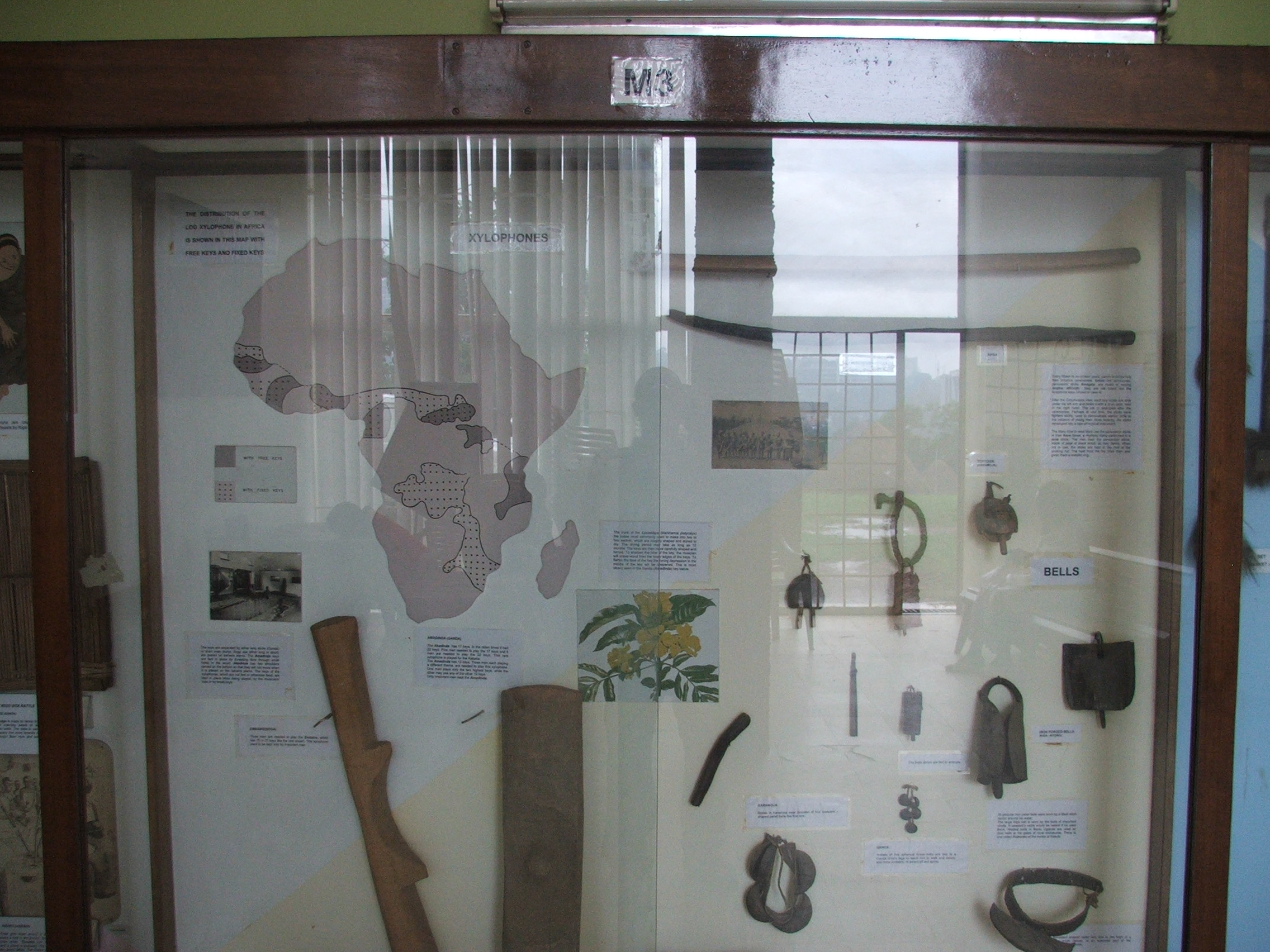
Instruments à percussion
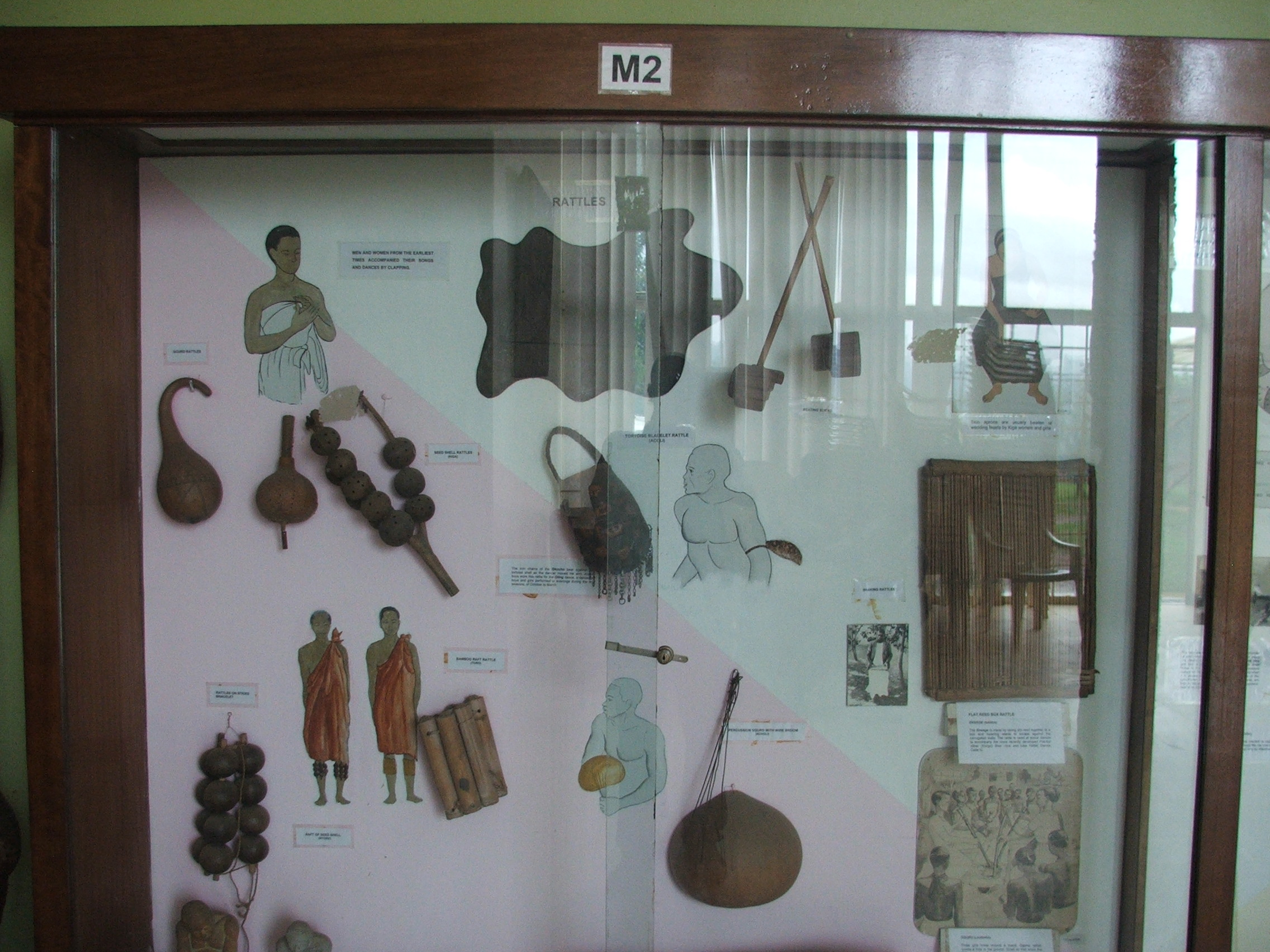
Instruments à percussion

## Paléontologie

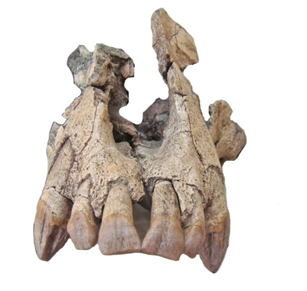
Fossiles d'Hominidés âgés de 19 à 20 millions d'années de Napak-Ouganda

Le Musée de l'Ouganda mène des recherches dans tout le pays, avec des recherches intensives effectuées dans la région de Karamoja (Napak, Moroto et Kadam), a l'est de l'Ouganda au pied du mont Elgon (Bukwo) et dans l'ensemble du rift occidental jusqu'à Dellu, près de la frontière ougandaise avec le Soudan. L'unité de recherche paléontologique a produit des fossiles liés à l'évolution humaine. Par exemple, l'Uganda Pithecus (crâne fossile d'un lointain cousin des Hominidae) est un singe fossile, âgé de 19 à 20 millions d'années, découvert à Napak. Des recherches paléoenvironnementales autour de sites patrimoniaux ont également eu lieu dans l'est et l'ouest de l'Ouganda.
Le Musée de l'Ouganda collabore avec l'Université Mbarara, l'Université Makerere, le Collège de France, le Muséum d'Histoire Naturelle de Paris et l'Université du Michigan.

### Collections
Une large diversité de collection existe depuis les années 1960. Les spécimens sont exposés dans la galerie d'histoire naturelle/paléontologie qui est ouverte au public. Les collections en dépôt sont à la disposition des chercheurs et des étudiants sur demande.

### Publications
Les publications des découvertes peuvent être trouvées dans diverses revues, dont le Geo-Pal, un journal scientifique ougandais en ligne.

## Service éducatifs
Outre les expositions permanentes dans les galeries, le musée ougandais comprend un service éducatif proposant des leçons de démonstration, des programmes de sensibilisation et des ateliers. Le musée organise différentes leçons thématiques liées au programme scolaire présentant les specimens du musée. Des visites d'étudiants sont organisées autour du musée, ainsi que des conférences d'introduction avec des diapositives, des films et d'autres aides. Le personnel du musée de la section éducation se rend dans les régions les plus reculées du pays pour enseigner dans les villages dont les écoles ne peuvent pas visiter les musées. Certains objets sont prêtés aux écoles pour être utilisés comme aides visuelles. Le musée accueille des conférences publiques et des ateliers dans l'auditorium. Le musée est équipé avec des installations telles qu'une cantine et un cybercafé, qui offrent une variété d'aliments traditionnels de l'Ouganda, et des boutiques de cadeaux qui présentent l'artisanat ougandais.

## Village culturel

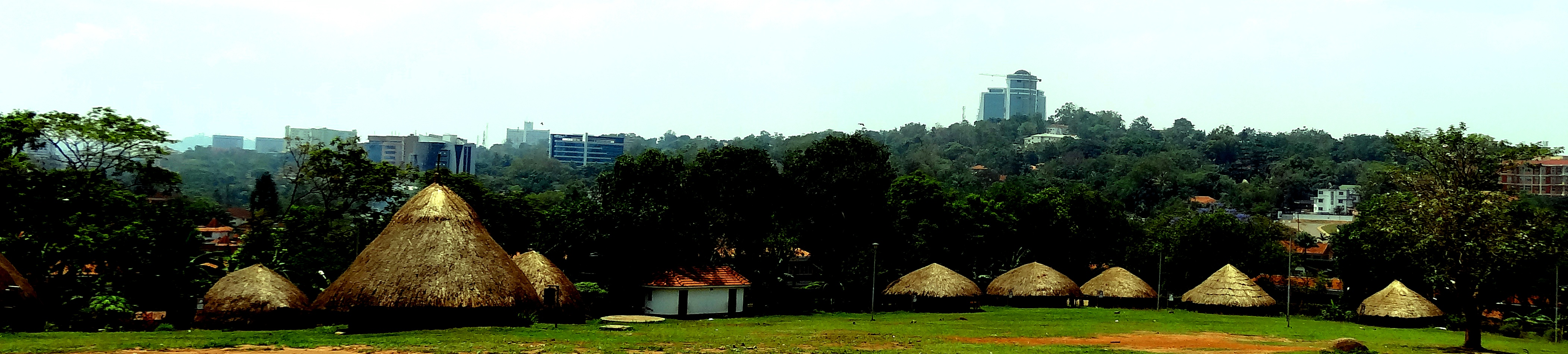
Le village culturel du musée ougandais illustrant les différents modes de vie architecturaux et traditionnels en Ouganda

À l'arrière du bâtiment du musée de l'Ouganda se trouve le village culturel, avec des huttes illustrant les modes de vie traditionnels des habitants de l'Ouganda. Pour les visiteurs qui souhaitent découvrir les coutumes indigènes du peuple ougandais, de nombreux artefacts sont présentés, tel que des pots à lait en bois (ebyanzi), des récipients en calebasse, de la vannerie, du travail de perles, du travail de la corne, de la céramique, de la coutellerie, de la maroquinerie, de l'armurerie, et des instruments de musique. Ces artefacts sont visibles dans plusieurs huttes, et notamment dans la hutte Bamba, la hutte Batooro, la hutte Bunyoro, la hutte Hima, la hutte Ankole et la hutte Kigezi. Toutes représentant la région occidentale de l'Ouganda. Certains des éléments les plus intéressants de la hutte Tooro sont la literie, en particulier le lit en bois de fortune, la couverture en toile de fond et les tambours royaux. Dans la hutte Ankole qui représente les Banyankole, il y a des ustensiles de cuisine comme des pots, des bols en argile et une pierre à mélanger montrant comment les Banyankole préparaient le pain de mil (Kalo) avant l'invention des fraiseuses. Dans la hutte Hima qui appartient aux Bahima, il y a des gourdes à lait utilisées pour garder le lait et de longues cornes représentant le type de bétail qui dominait les kraals Hima. Il existe également une lotion à base de lait utilisée pour enduire une future mariée.
Pour représenter l'est de l'Ouganda, il y a les huttes Busoga, Jopadhola, Bugisu, Teso et Karamojong. La hutte Bugisu est parsemée d'outils de circoncision, notamment des couteaux et des couvre-chefs, entre autres insignes. Dans la Teso House, il y a plusieurs calebasses utilisées pour brasser et boire du Malwa, une bière locale populaire dans l'est de l'Ouganda. Il y a aussi des pierres à mélanger et des pots pour préparer le kalo, qui est l'un de leurs principaux aliments.
Le nord de l'Ouganda est représenté par les huttes Acholi, Lango, Alur et Madi. Certaines de ces huttes contiennent des flèches et des arcs qui étaient principalement utilisés pour se proteger et pour chasser.
La hutte Baganda représente les habitants de la région centrale. À l'intérieur de celle-ci, il y a des toiles de fond, des tambours, des paniers pour Luwombo, des filets de chasse, des sandales en bois (emikalabanda) et le jeu Omweso populaire parmi les Baganda.

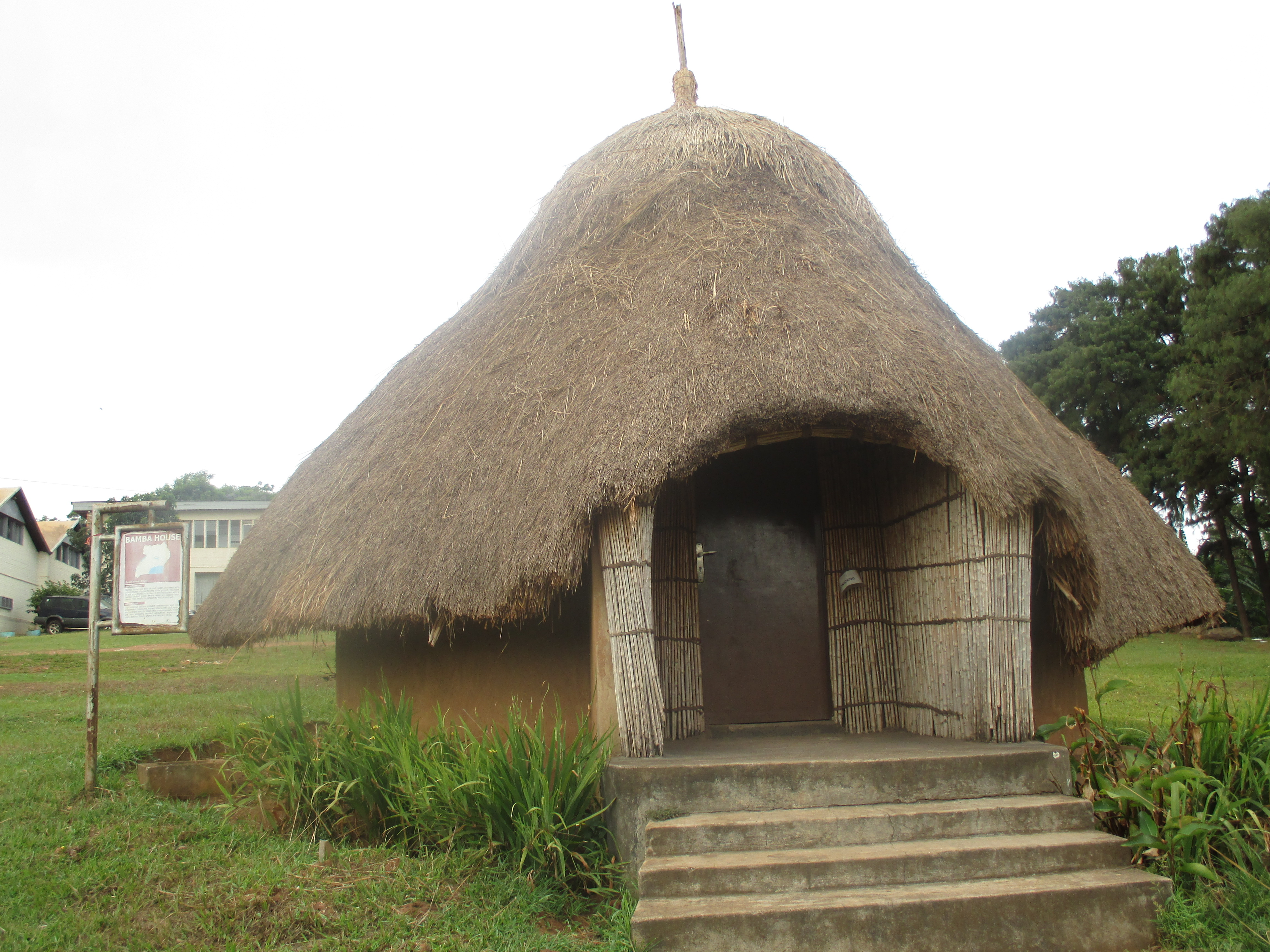
Hutte Bamba
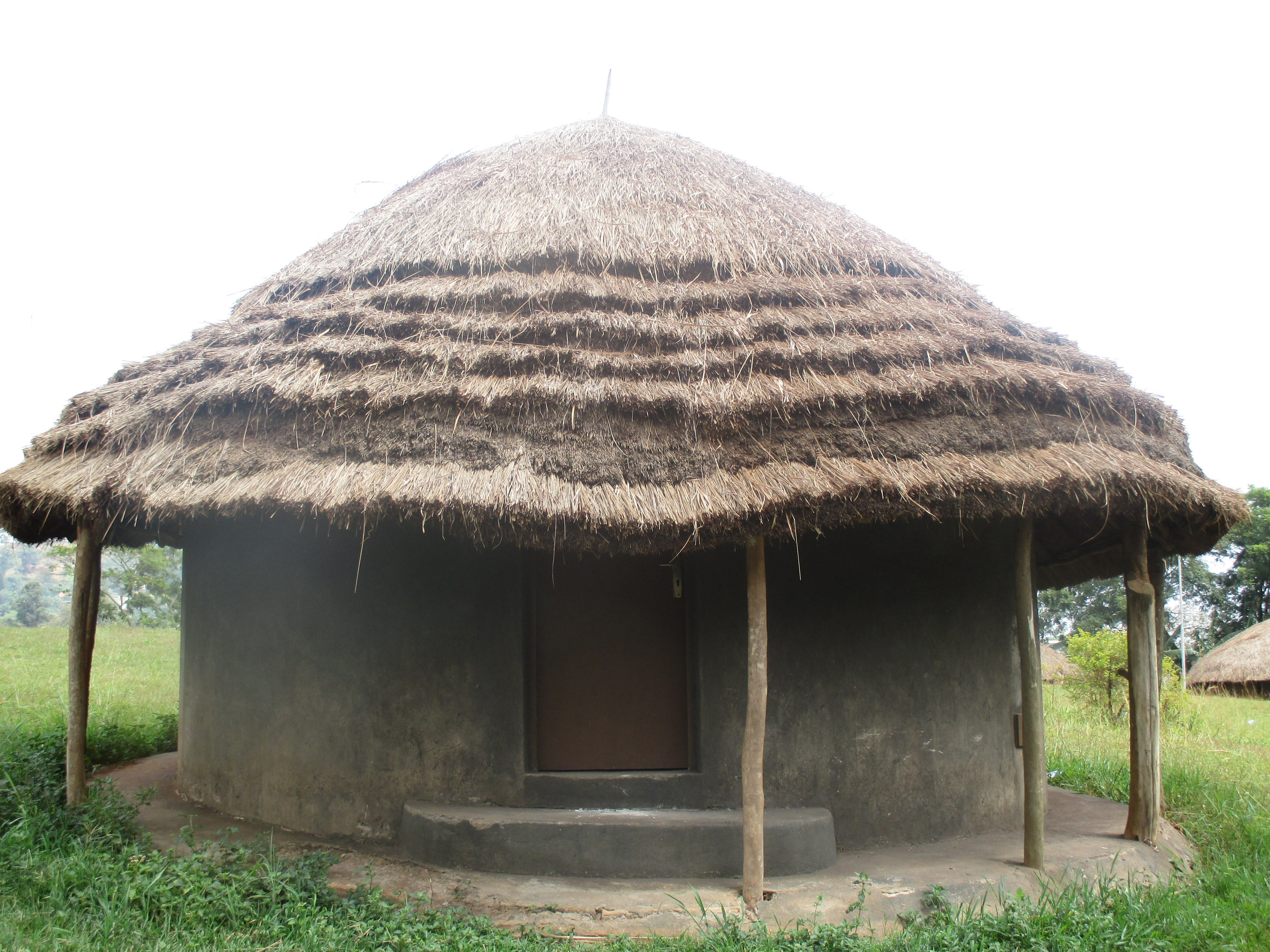
Hutte Lango
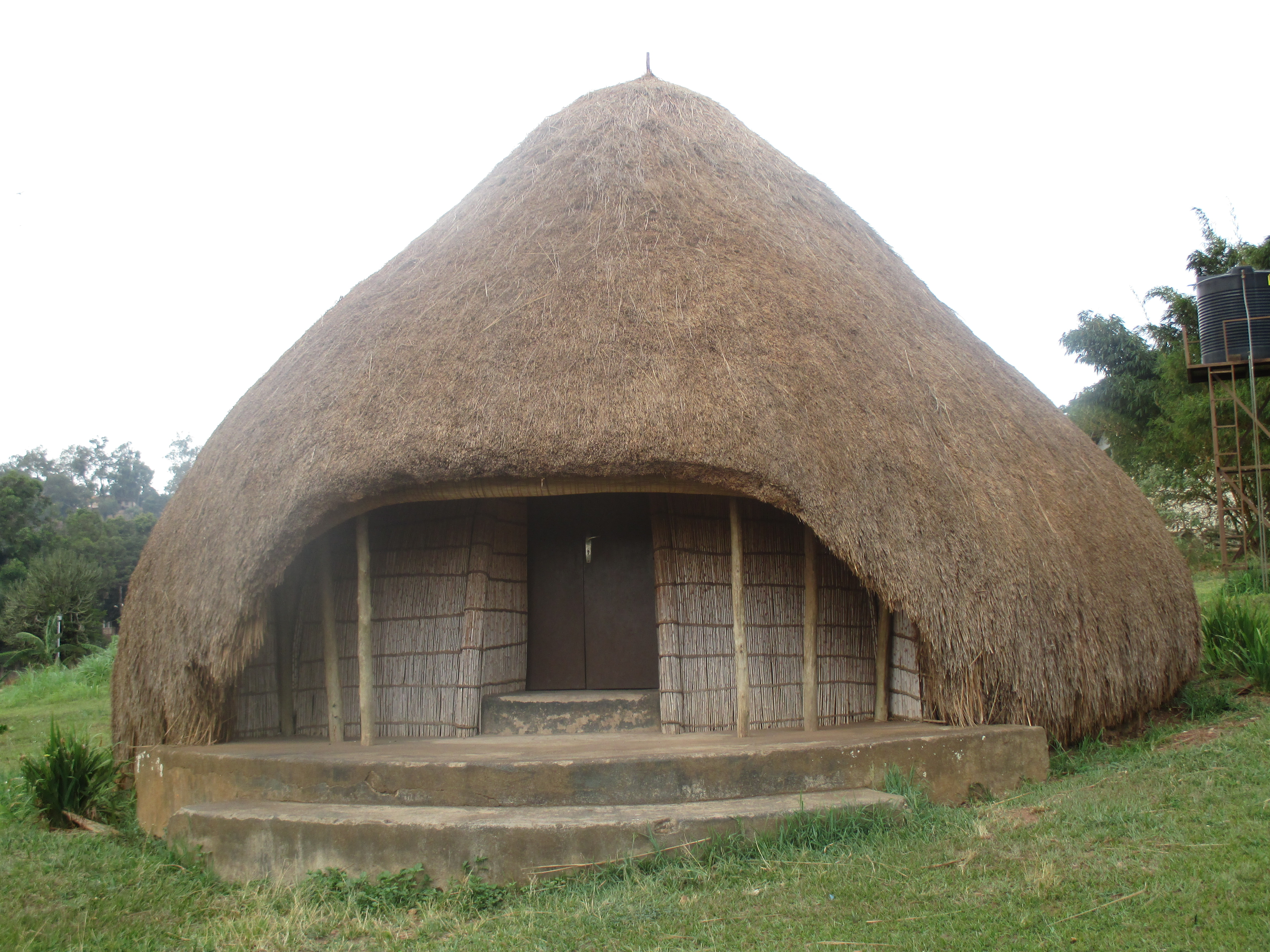
Hutte Acholi
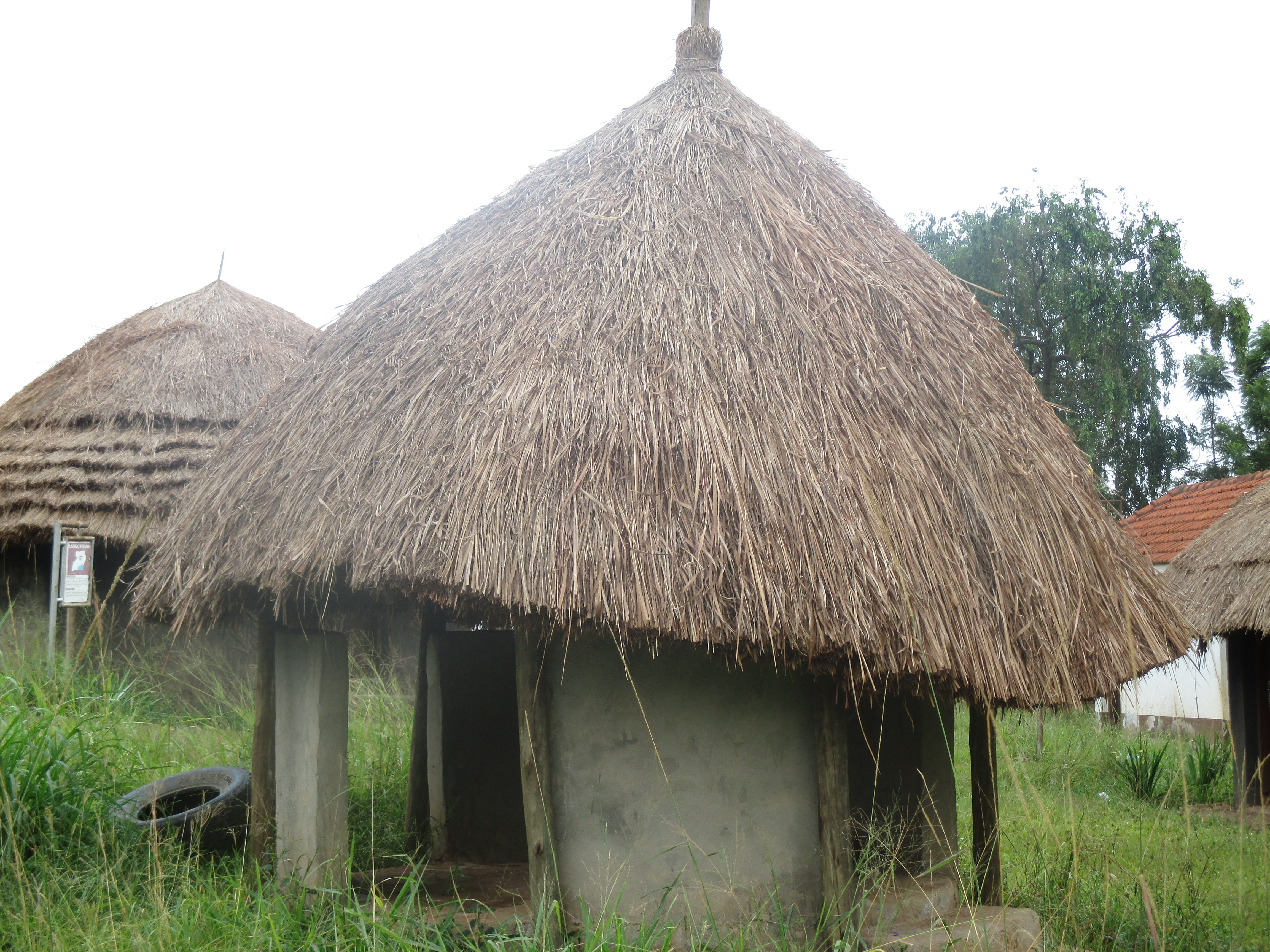
Hutte Acholi
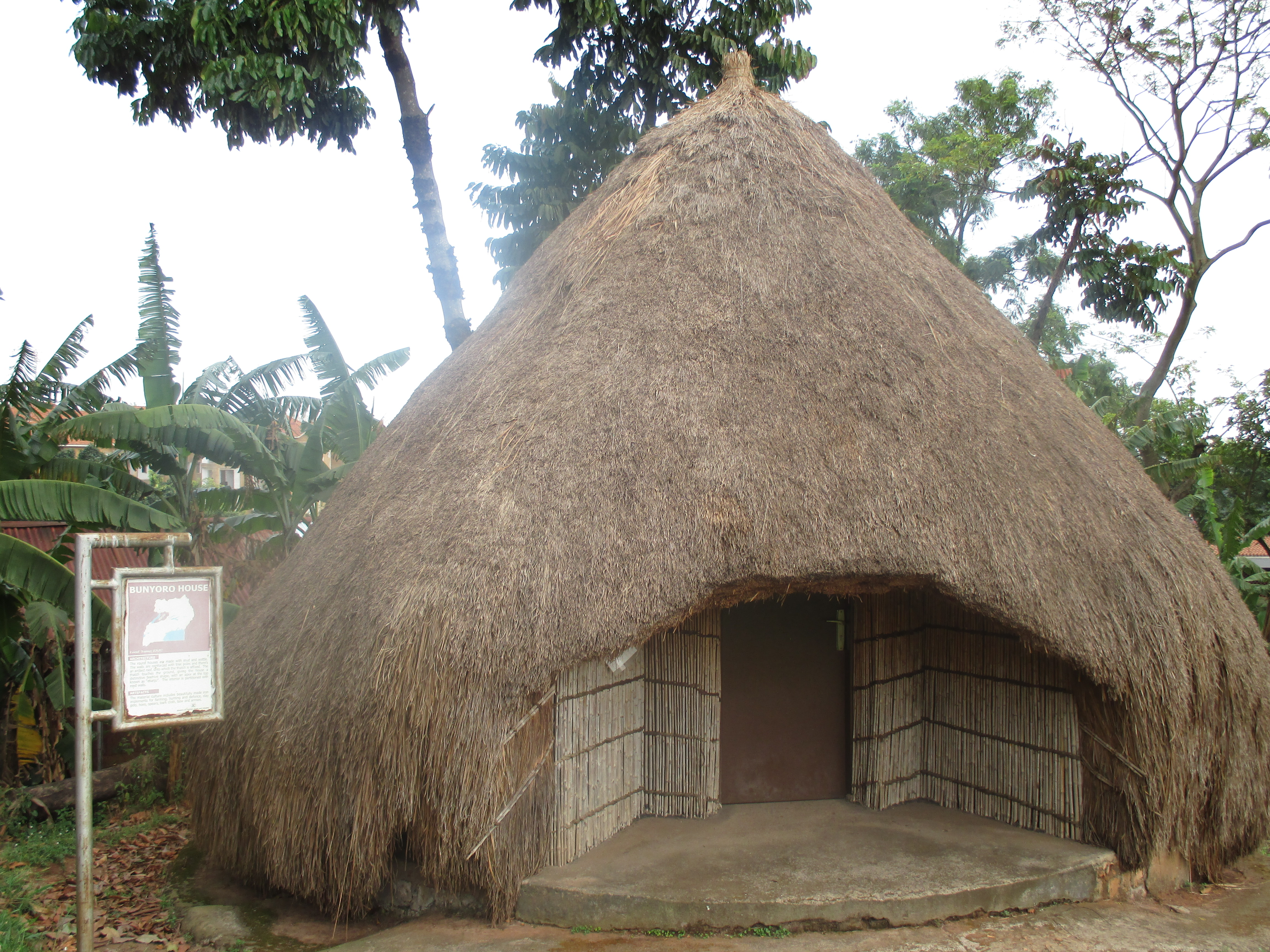
Hutte Bunyoro
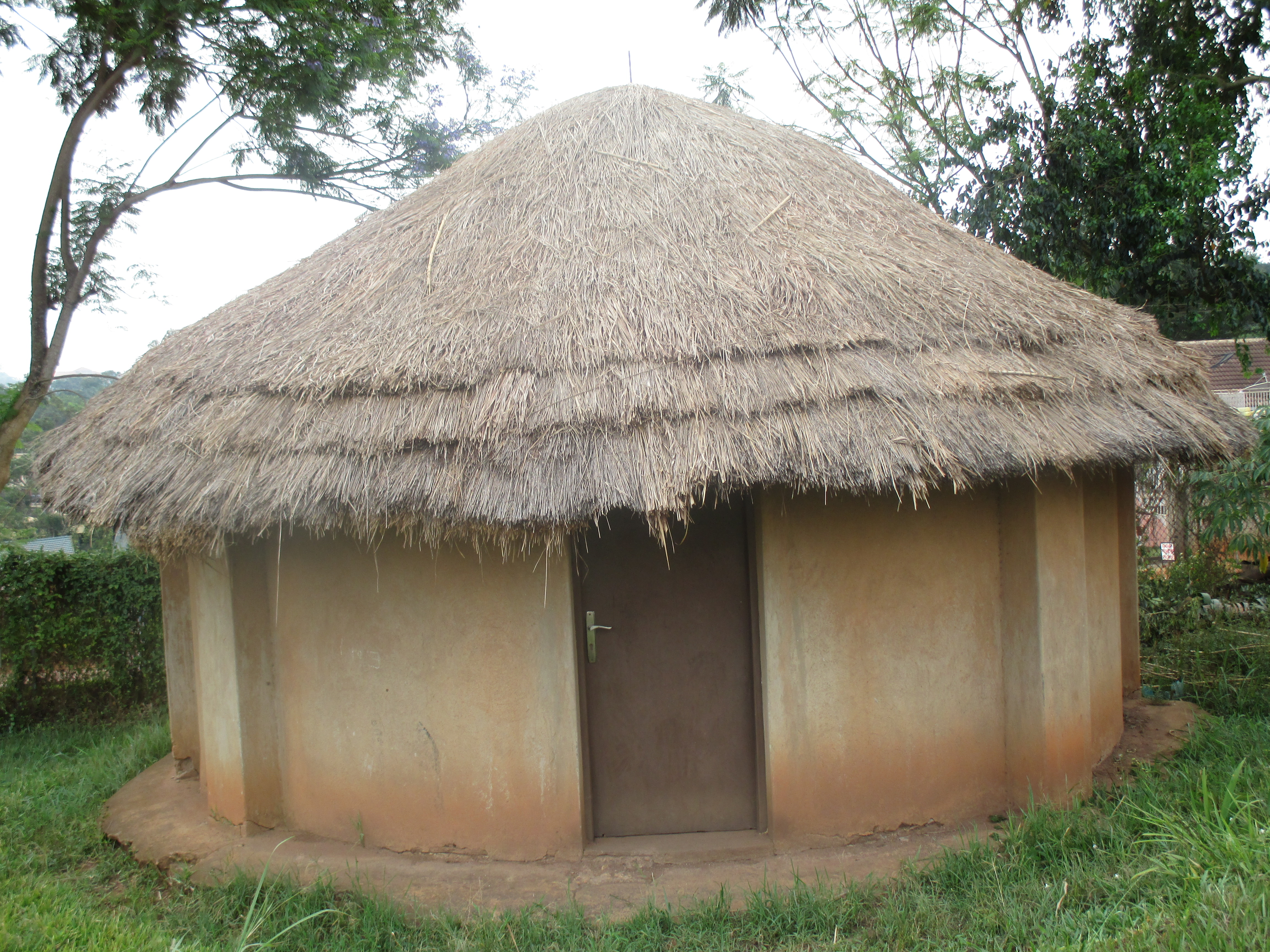
Hutte Madi
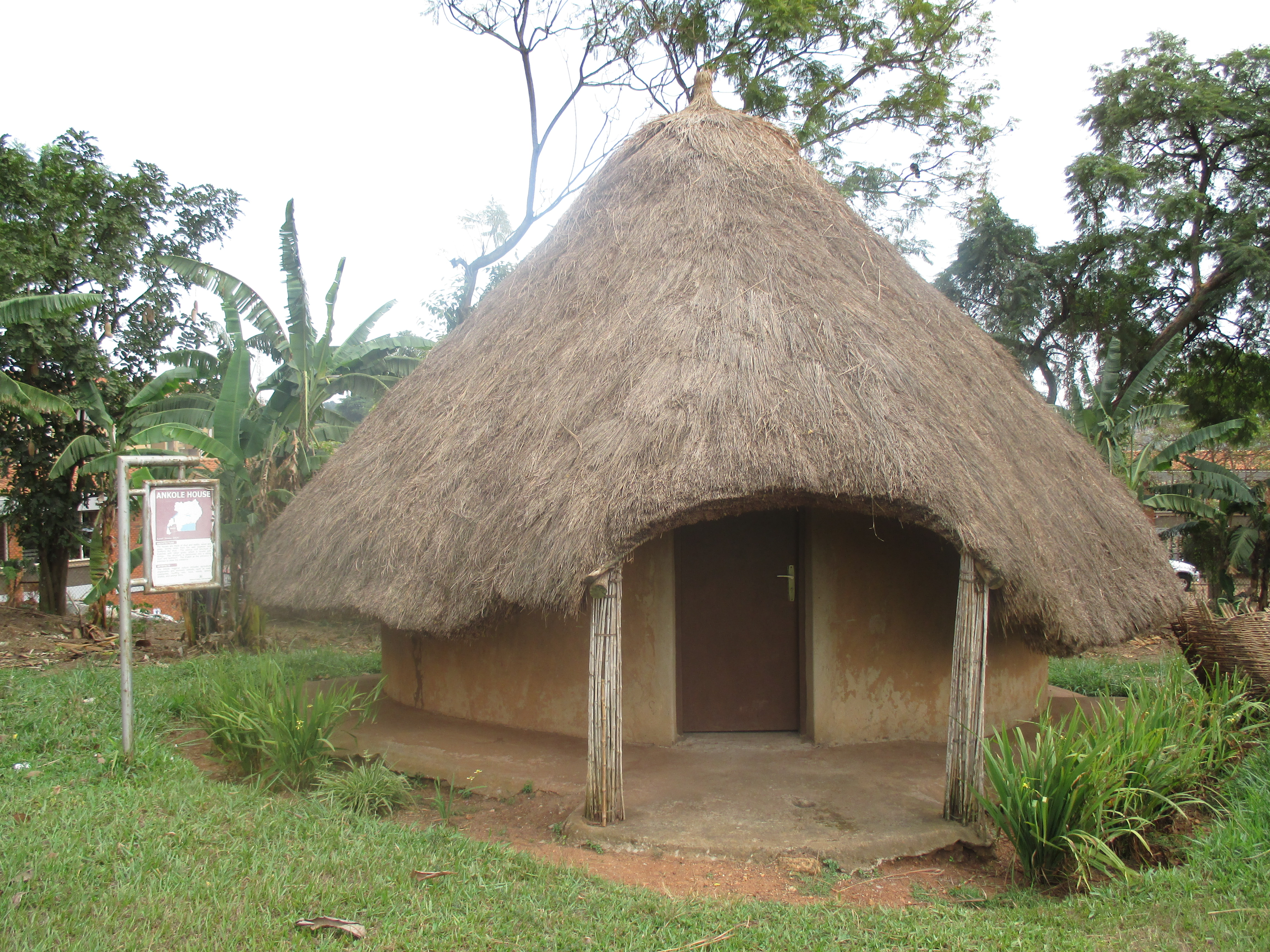
Hutte Ankole
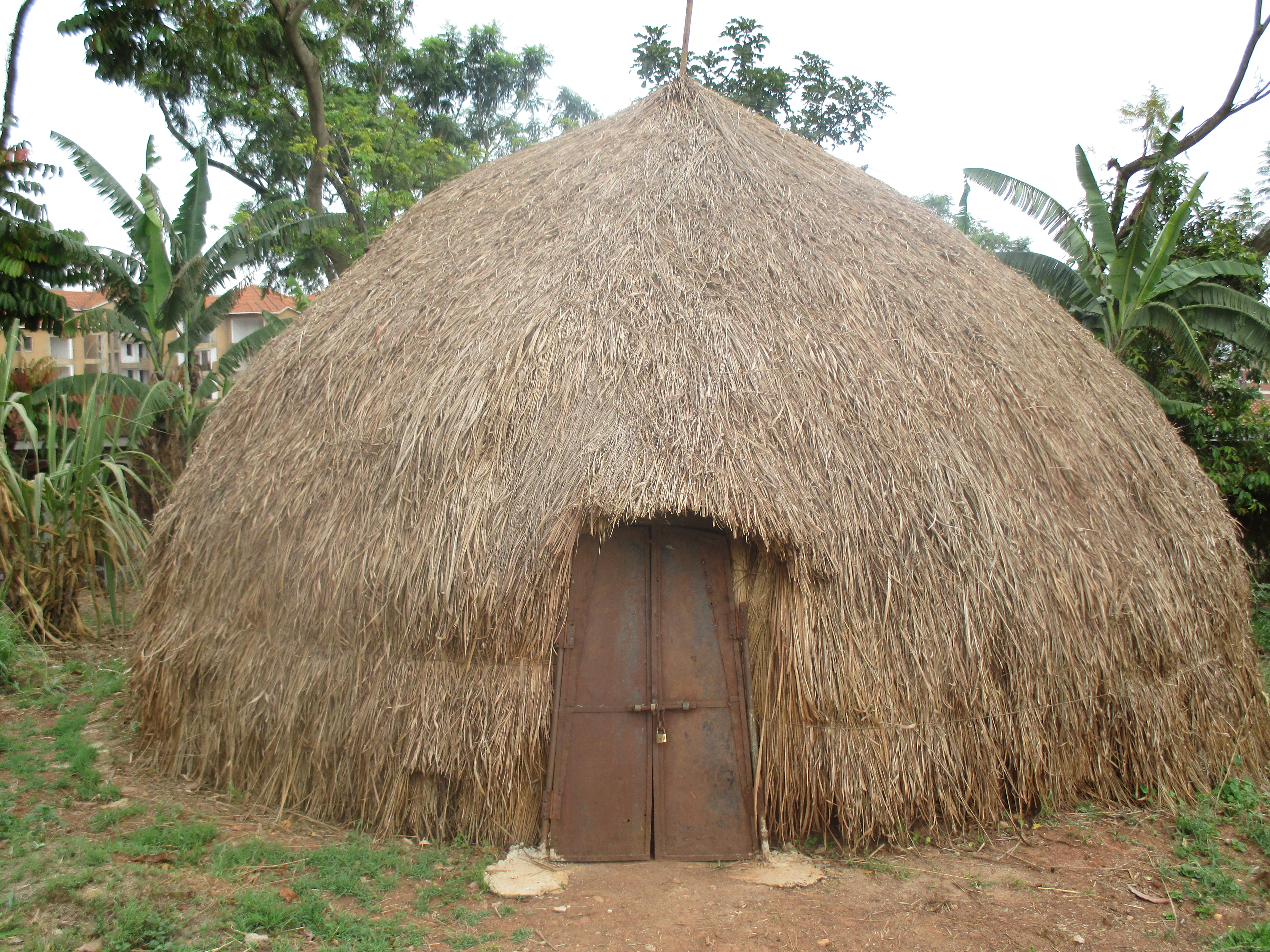
Hutte Hima
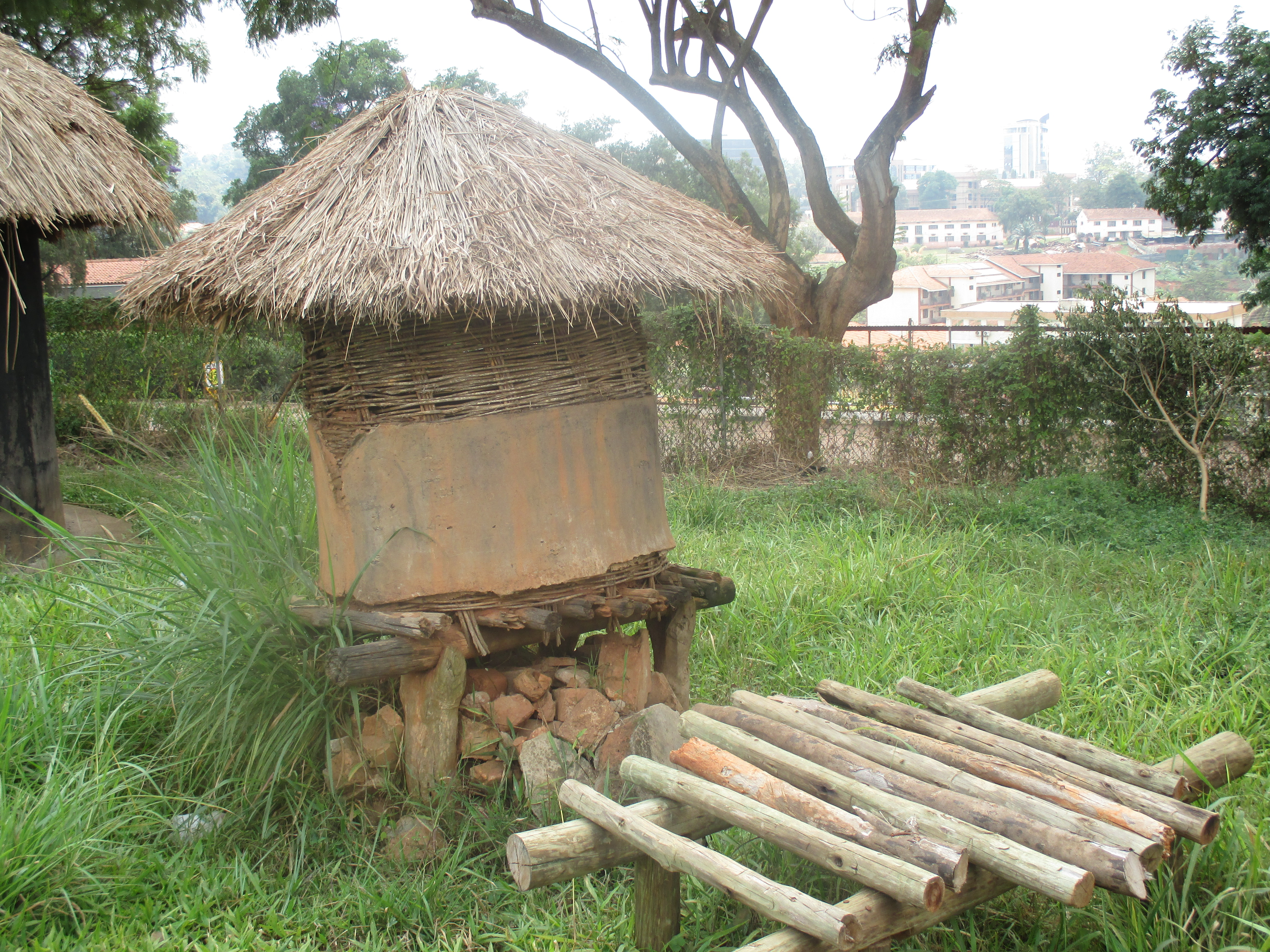
Alur House Granary
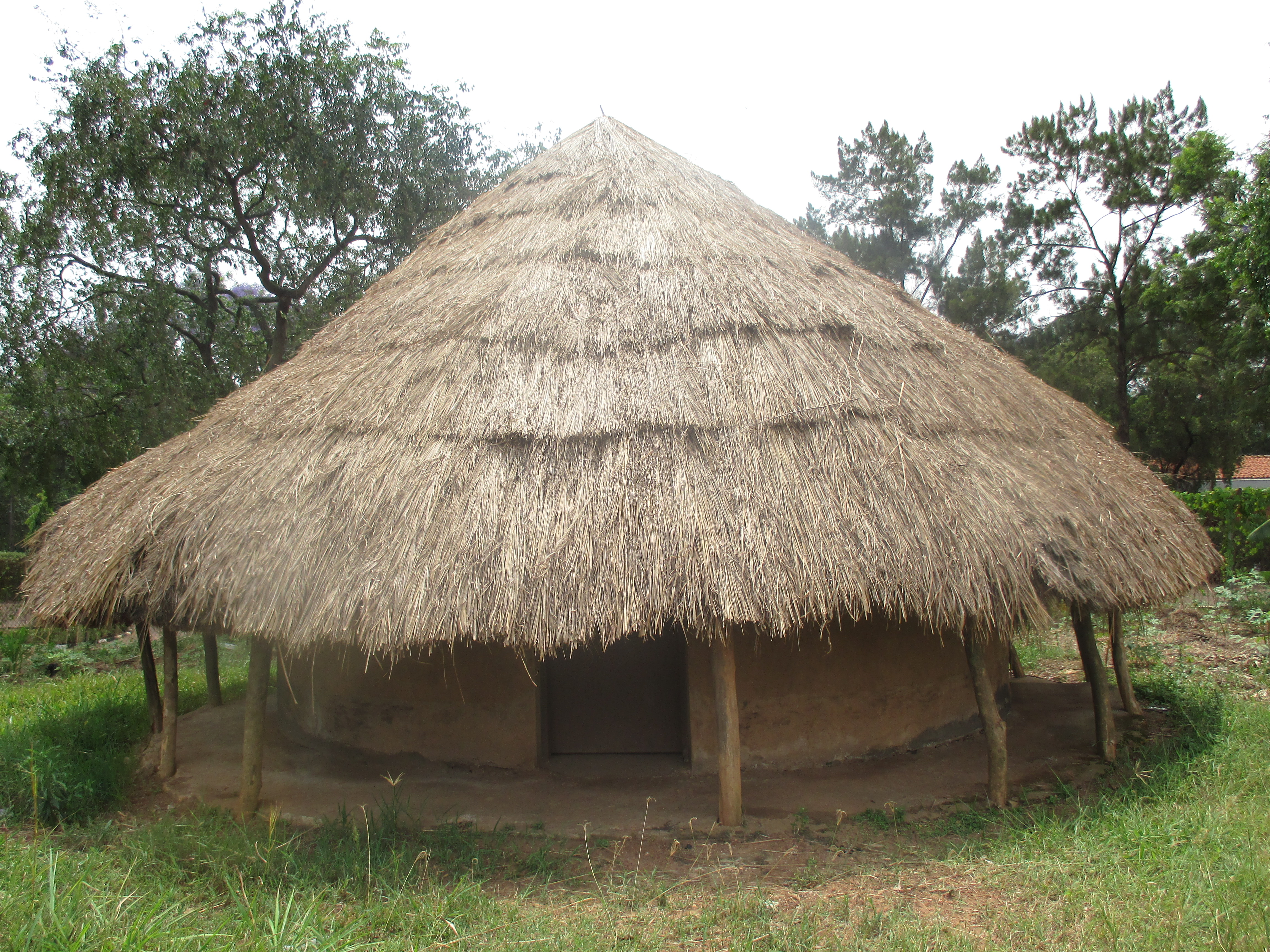
Hutte Teso
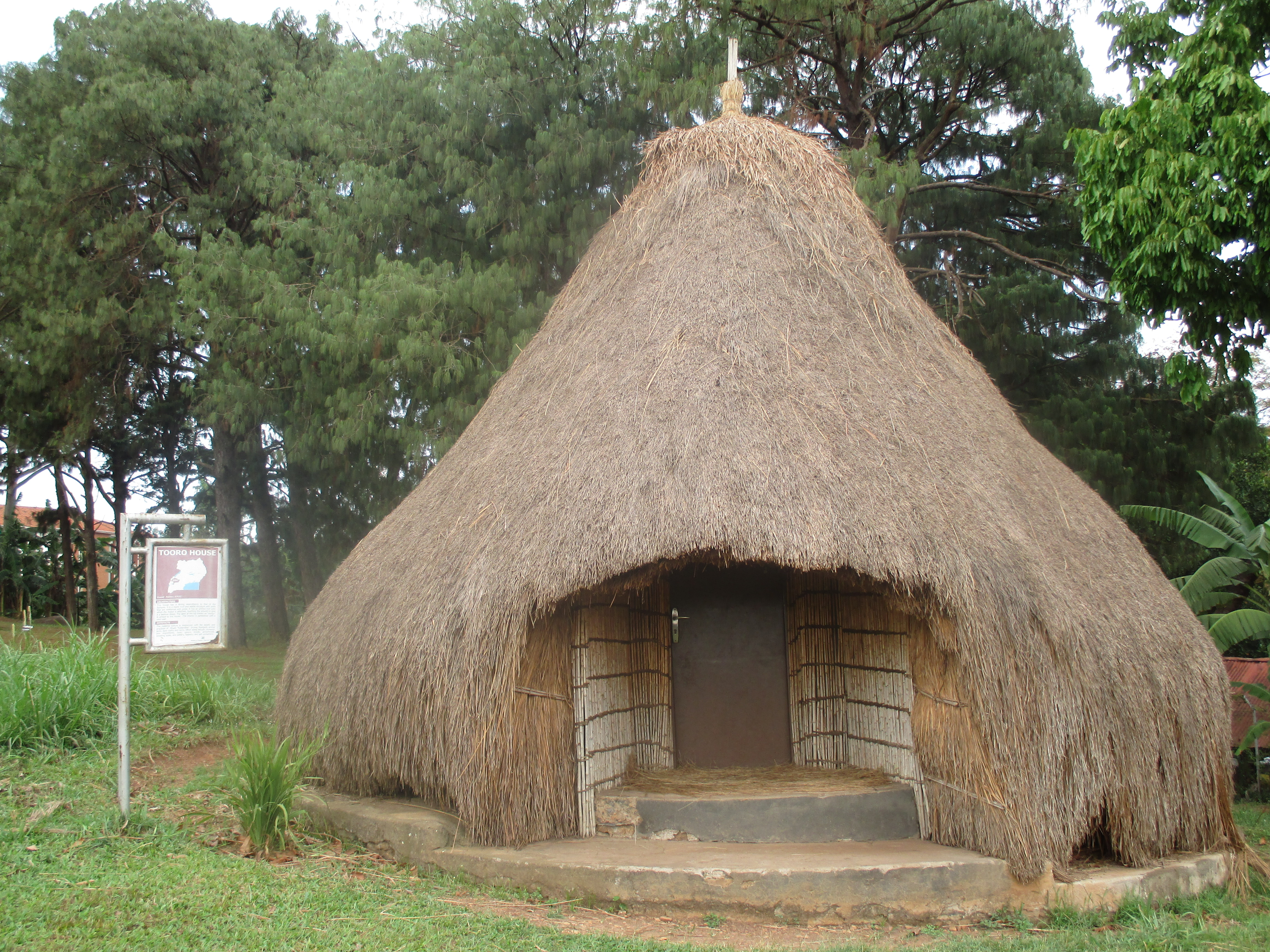
Hutte Tooro
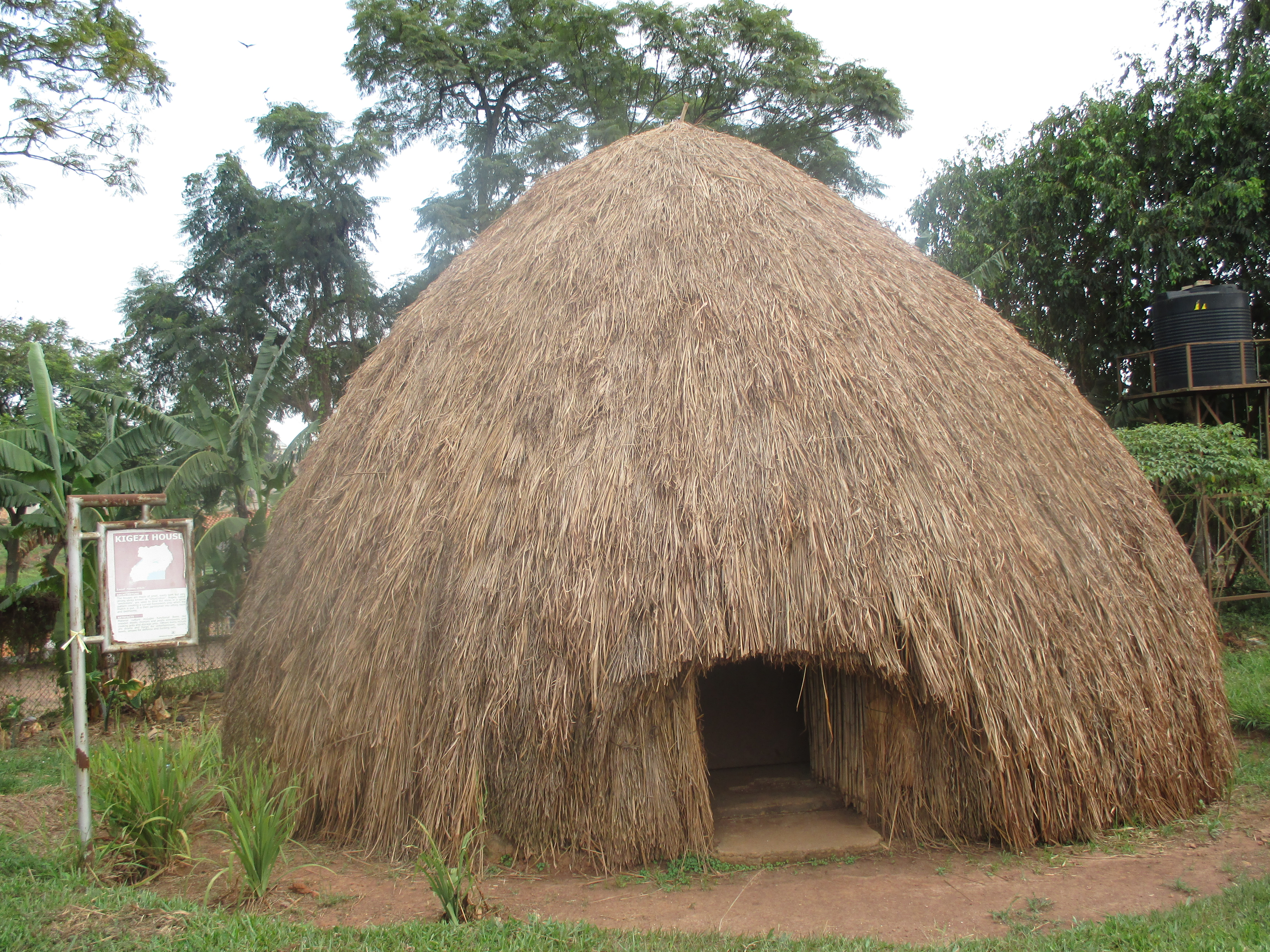
Hutte Kigezi
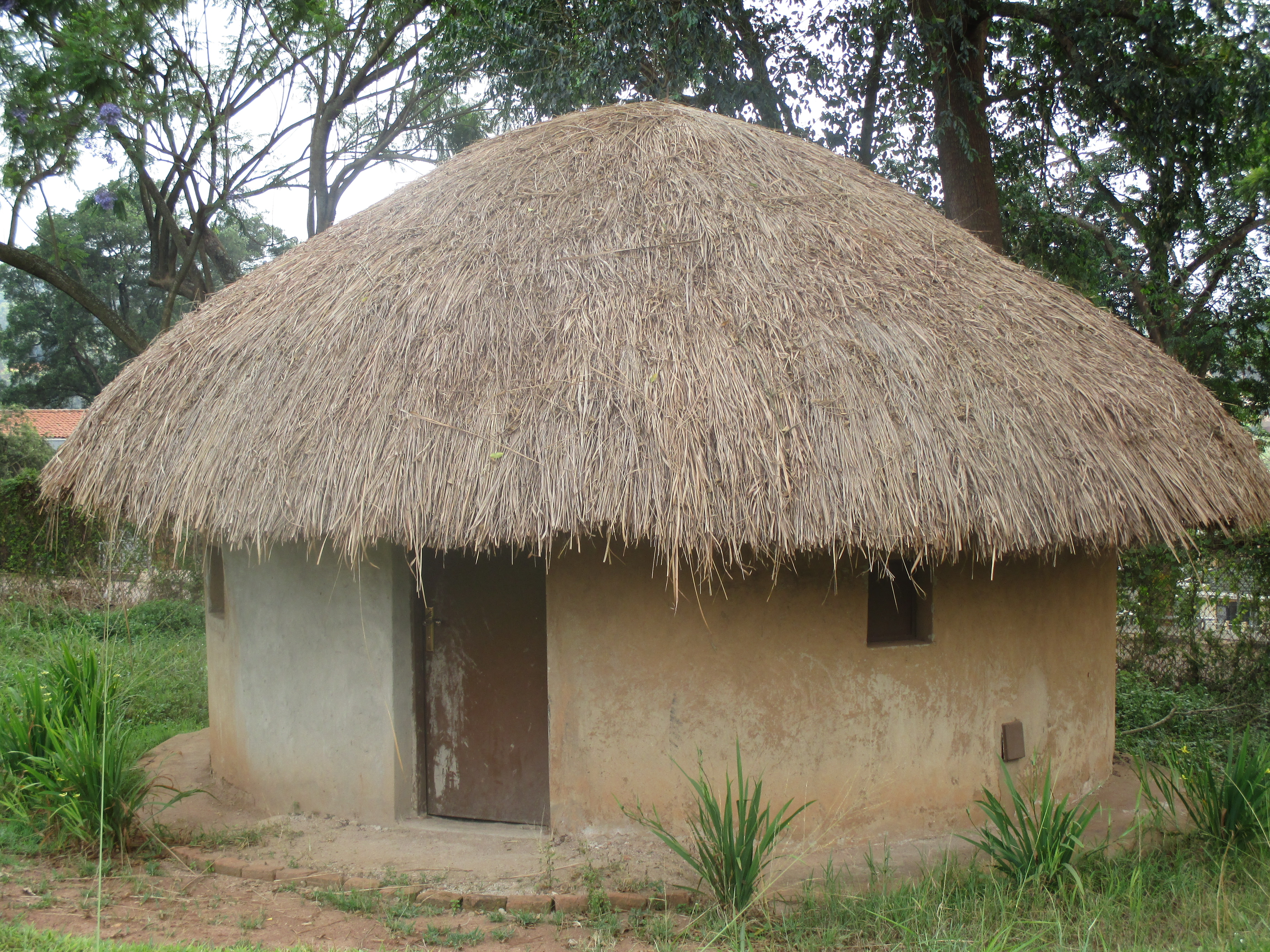
Hutte Alur
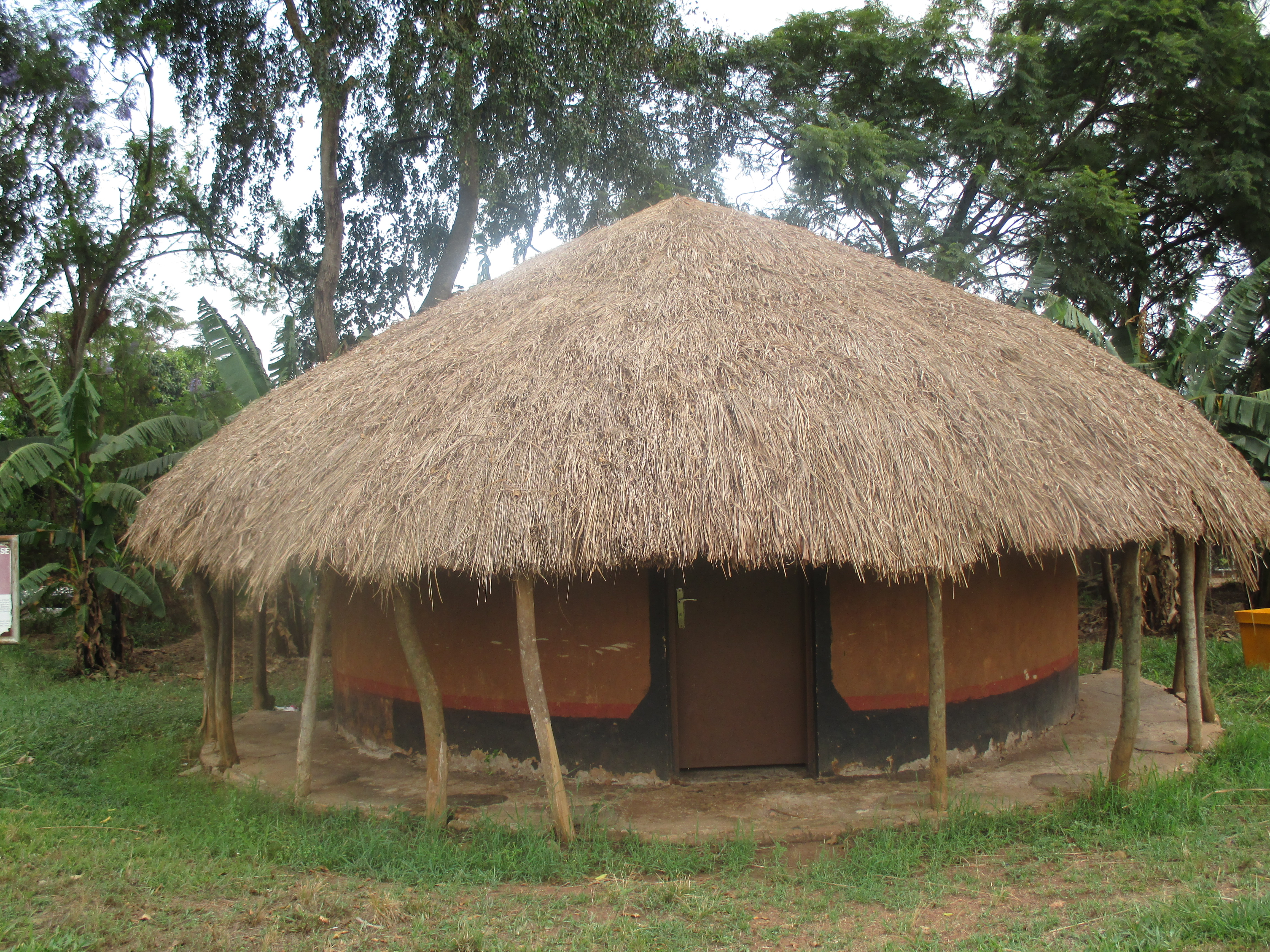
Hutte Busoga
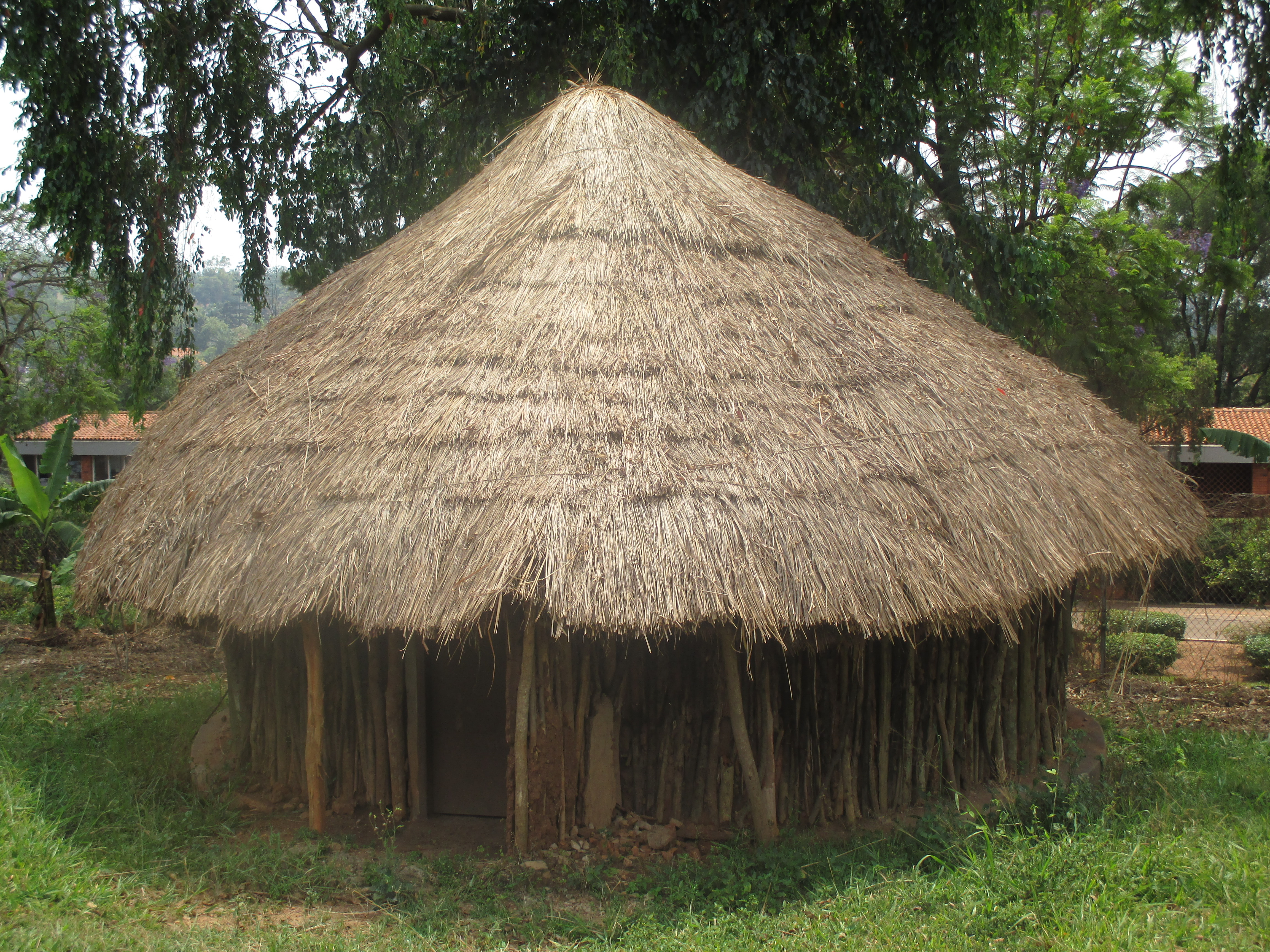
Hutte Karamoja
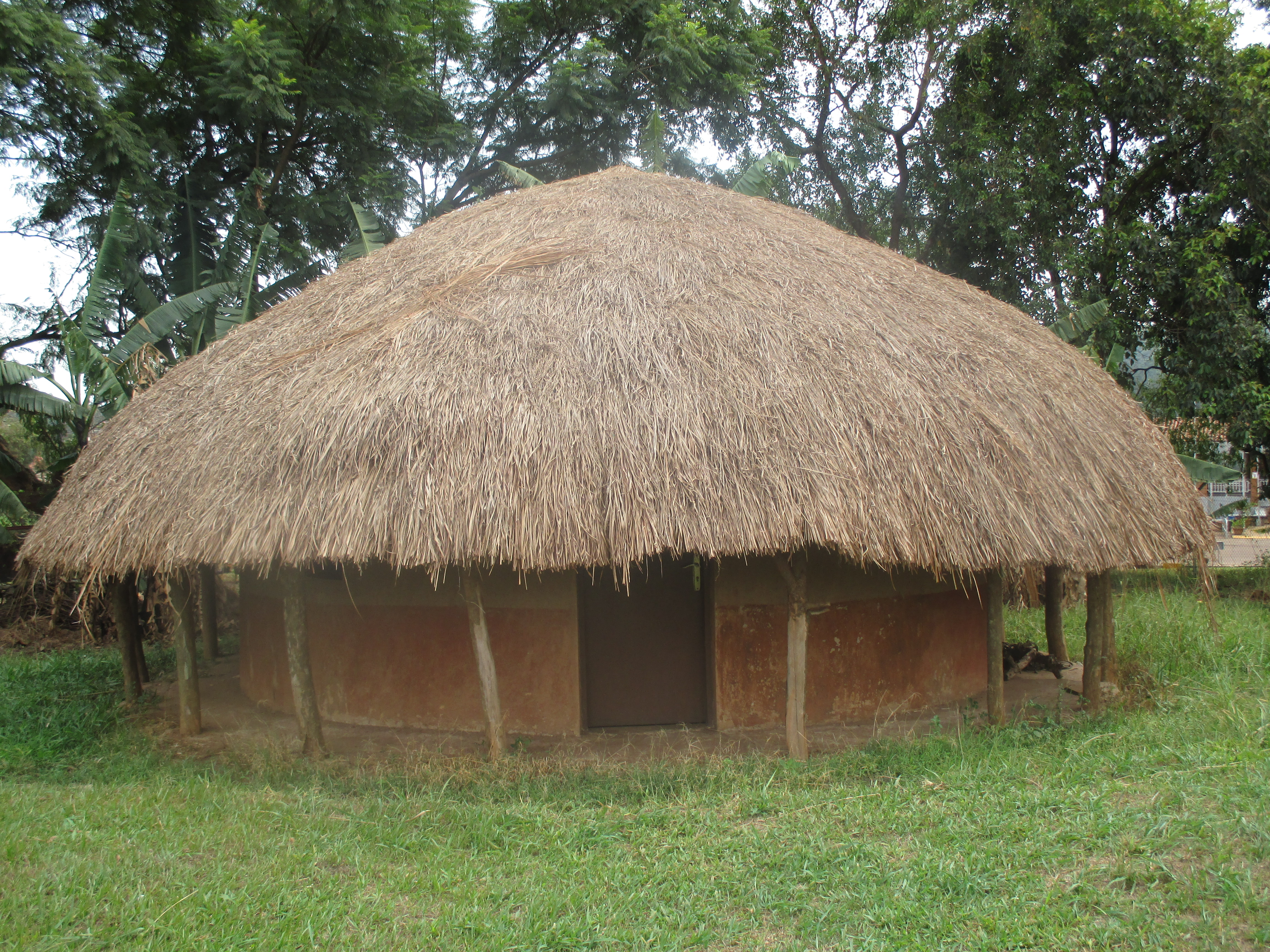
Hutte Japadhola

## Centre de ressources pour enfants

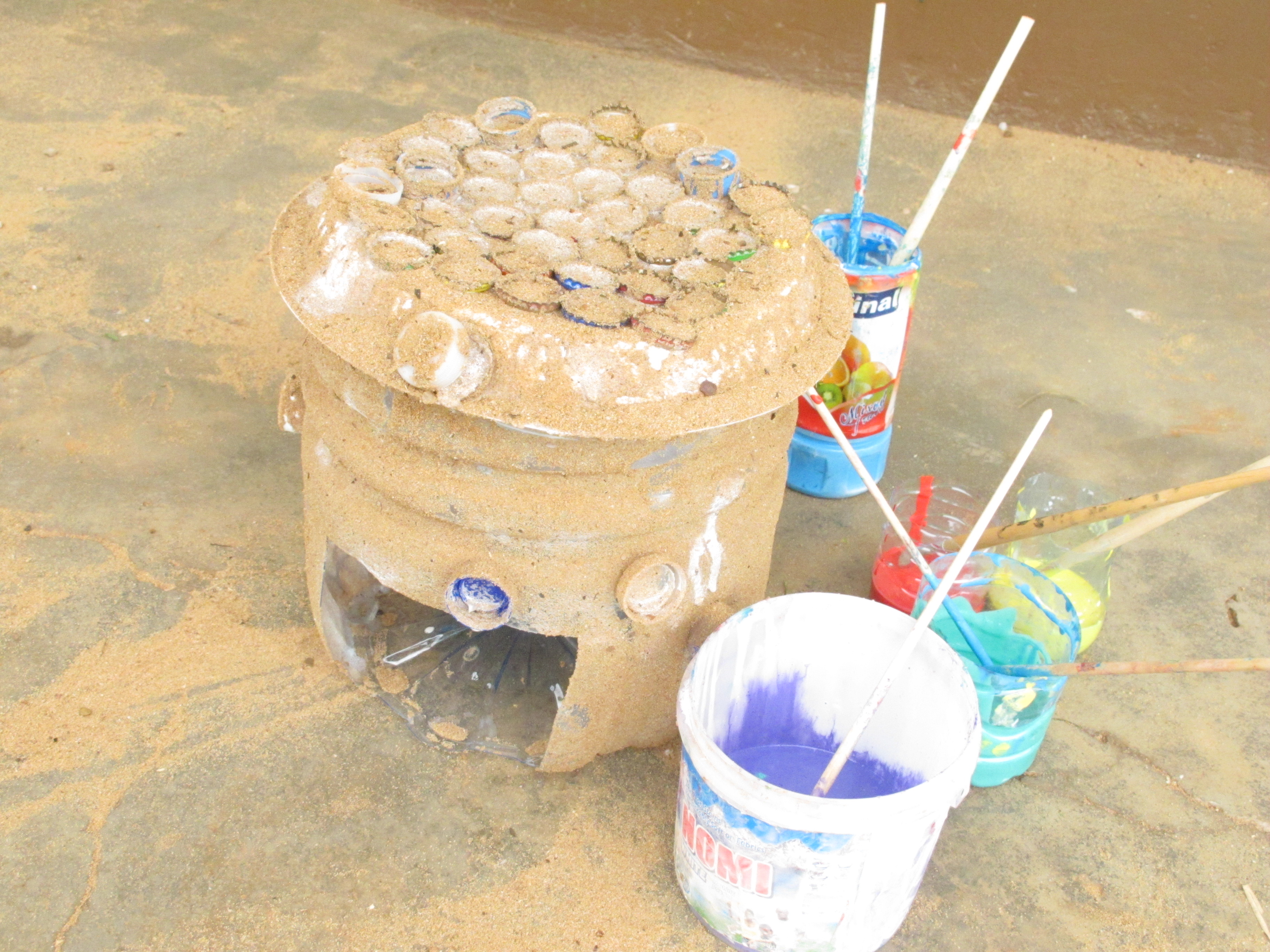
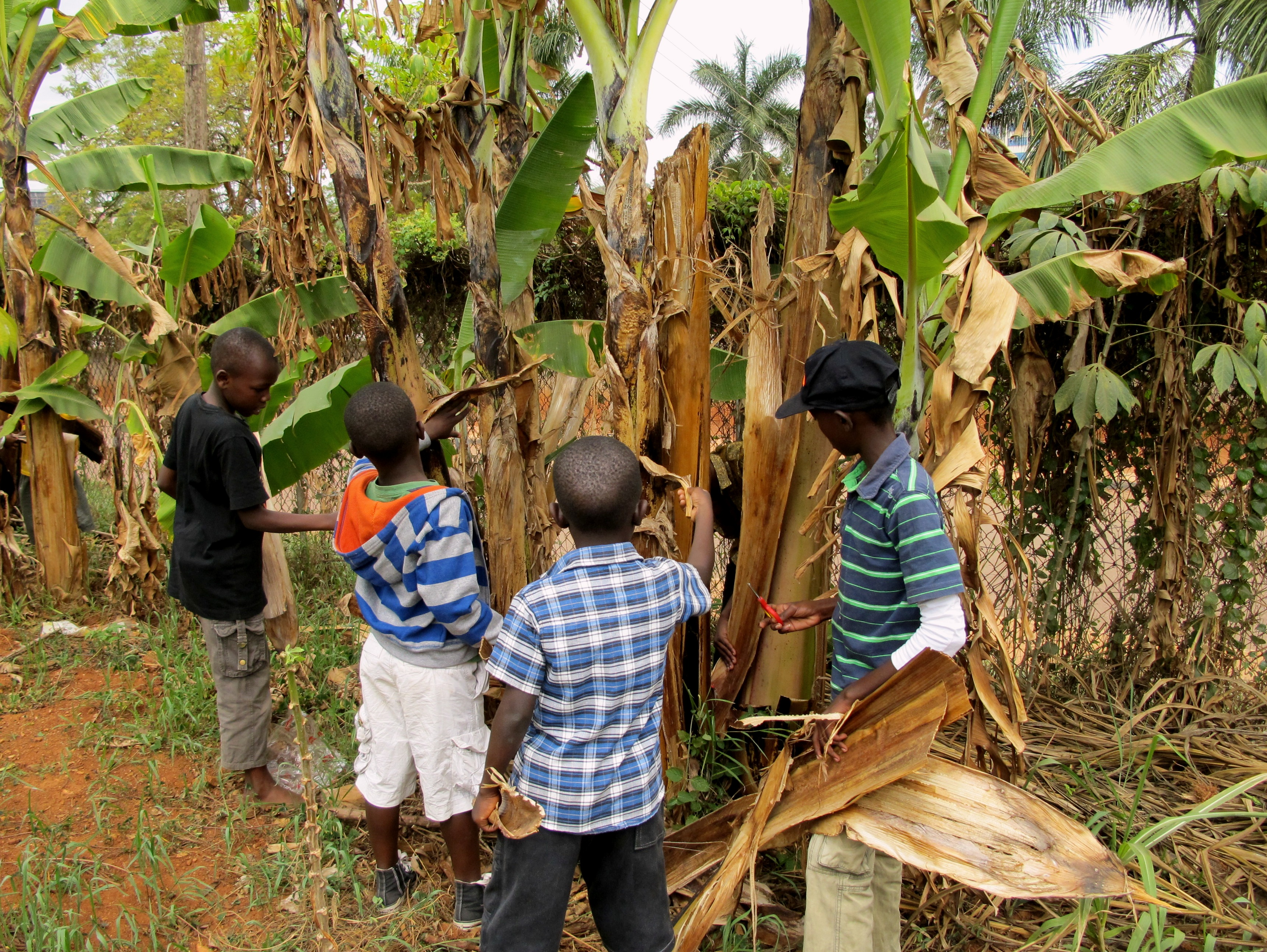
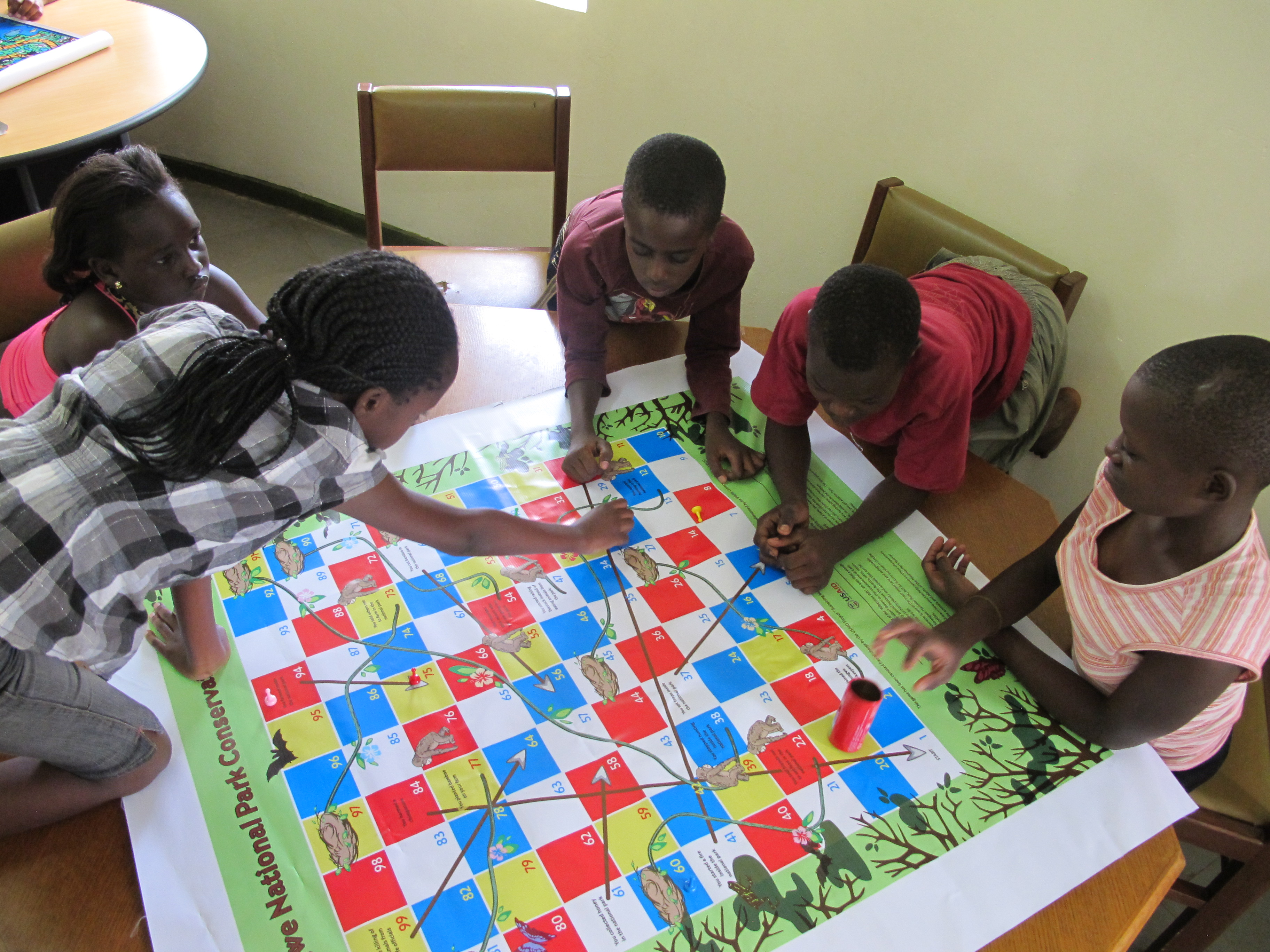
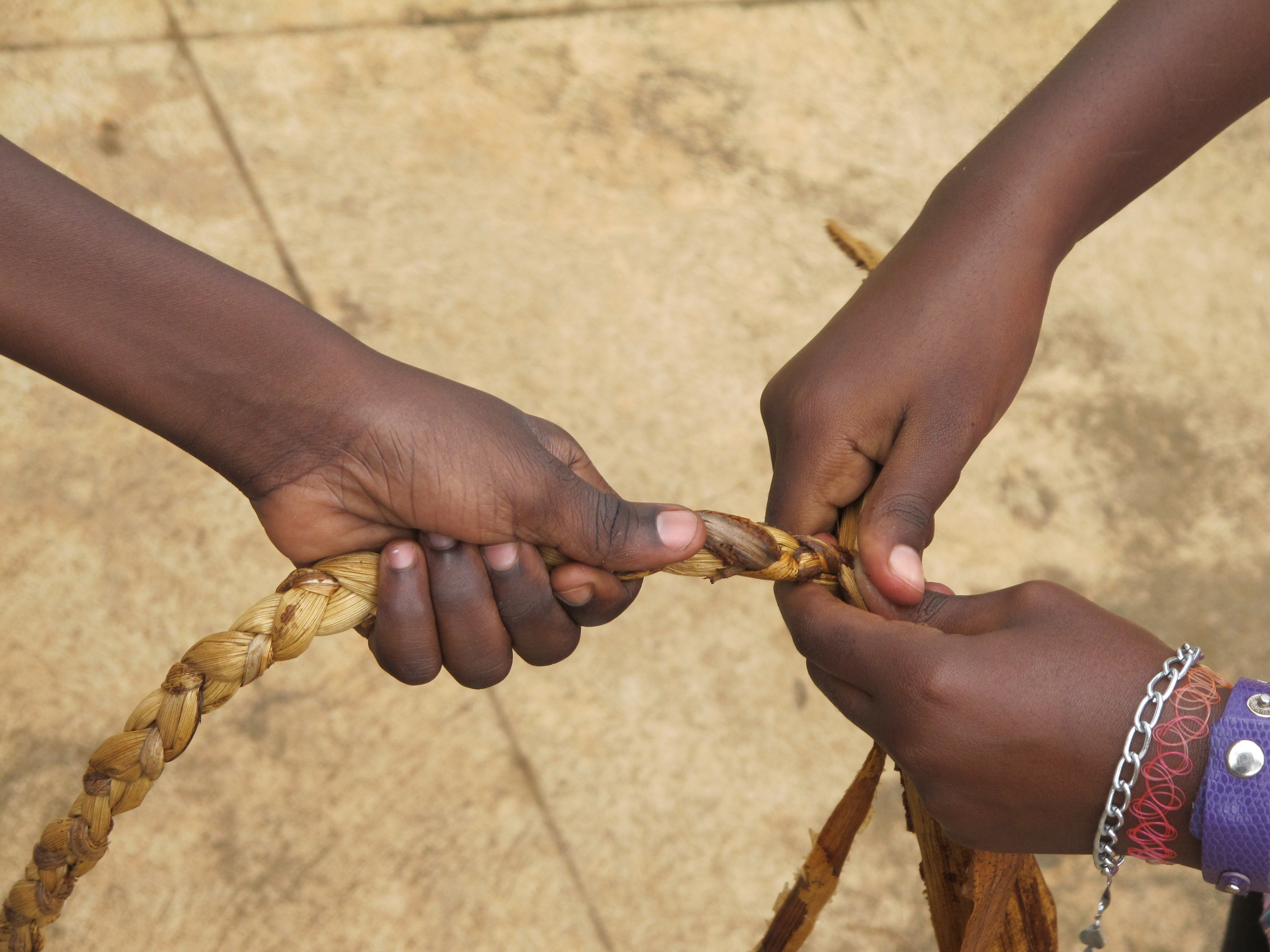

## Architecture
Le bâtiment du musée est un monument historique conçu par l'architecte allemand Ernst May,. Le bâtiment est conçu avec suffisamment d'éclairage naturel et d'air pour assurer une bonne conservation des objets.

## Menaces pesants sur le musée
En 2011, le complexe du musée ougandais - qui comprend le siège de l'Uganda Wildlife Authority - était menacé de démolition. Le gouvernement ougandais prévoyait de construire un « centre commercial de l'Afrique de l'Est » (parfois appelé tour de Kampala) sur le site. En 2011, quatre organisations de la société civile, Historic Resources Conservation Initiatives (HRCI), Cross Cultural Foundation of Uganda (CCFU), Historical Buildings Conservation Trust (HBCT) et Jenga Afrika, assignent le gouvernement du pays en justice pour mettre fin aux plans du gouvernement.